# Aachener Rathaus
Das Aachener Rathaus ist neben dem Dom das markanteste Bauwerk im historischen Stadtkern der Aachener Altstadt. Es dient heute als Sitz des Oberbürgermeisters der Stadt Aachen wie auch des Stadtrates. Das im gotischen Stil erbaute Rathaus gilt als bedeutsames Denkmal der Aachener Stadtgeschichte wie auch der lokalen Profanarchitektur und ist unter anderen Veranstaltungsort des Karlspreises.

## Architektur und Geschichte
Die Geschichte und das wechselnde Bild des Rathauses sind in direkter Verbindung zueinander. Verschiedene Phasen, von der Errichtung, dem Umbau zum Zeitgeschmack des Barocks oder der Regotisierung im 19. Jahrhundert, haben das heutige Aussehen und die Differenz von Außen- zu Innenarchitektur gebildet.
Das originale gotische Rathaus von Aachen gilt zudem als architektonisches Vorbild zahlreicher Rathausbauten im flämischen Raum dieser Zeit.

### Stand vor Errichtung

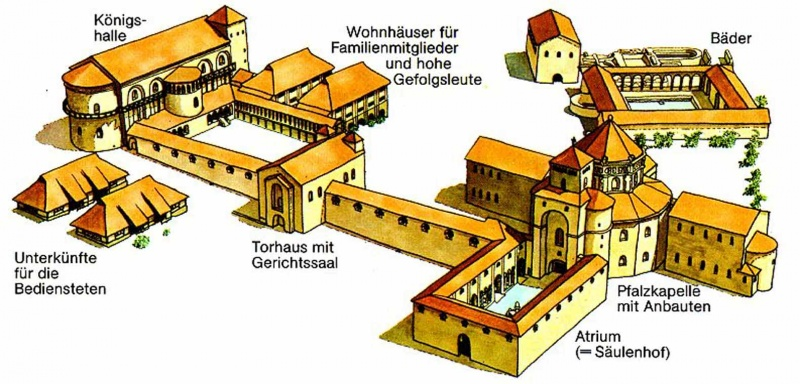
Lageplan der einstigen Königspfalz Karls des Großen, mit Königshalle (Aula regia)

Zum Ende des 13. Jahrhunderts entstand die Notwendigkeit einer geeigneten Räumlichkeit für die im Anschluss an die Krönungen stattfindenden Krönungsmähler. Die karolingische Königsaula (Aula regia), die noch 1273 von König Rudolf IV. für sein Krönungsmahl genutzt wurde, wies spätestens ab dem Jahr 1298, dem Jahr der Krönung von Albrecht I., erheblichen Verfall auf, so dass für das Festmahl auf die Propstei des Aachener Marienstifts ausgewichen werden musste.:286 Das im Jahr 1267 am Fischmarkt errichtete Grashaus fiel als Ersatzräumlichkeit aufgrund zu geringer Fläche und Repräsentanz aus.
Trotz der baulichen Mängel und der ausgebliebenen Ursprungsnutzung als Ort der Krönungsmähler konnten noch im Jahr 1283 auf dem Söller der Aula regia Rechtsgeschäfte stattfinden. Dieser befand sich vorgelagert an der Südwand, zum obersten Geschoss hin.:286

Grundriss der Aula regia nach Leo Hugot. Schwarz: Granusturm

Die Übertragung des Grundstücks und der Aula regia an die Stadt ist nicht mehr durch Quellenangaben belegbar, sodass der Erwerb (oder eine königliche Schenkung) heutzutage nicht mehr nachvollziehbar ist, jedoch war eine solche Besitzübertragung nur durch königliche Einwilligung möglich.:287

### Vorbilder
Als Vorbild für den Neubau dienten Elemente von Bauten aus Hessen und Frankreich, darunter auch der Grande Salle des französischen Königspalastes auf der îlle de la Cité in Paris wie auch der Fürstensaal des Saalbaus im Marburger Schloss.:288

### Errichtung und Einbindung vorhandener Elemente

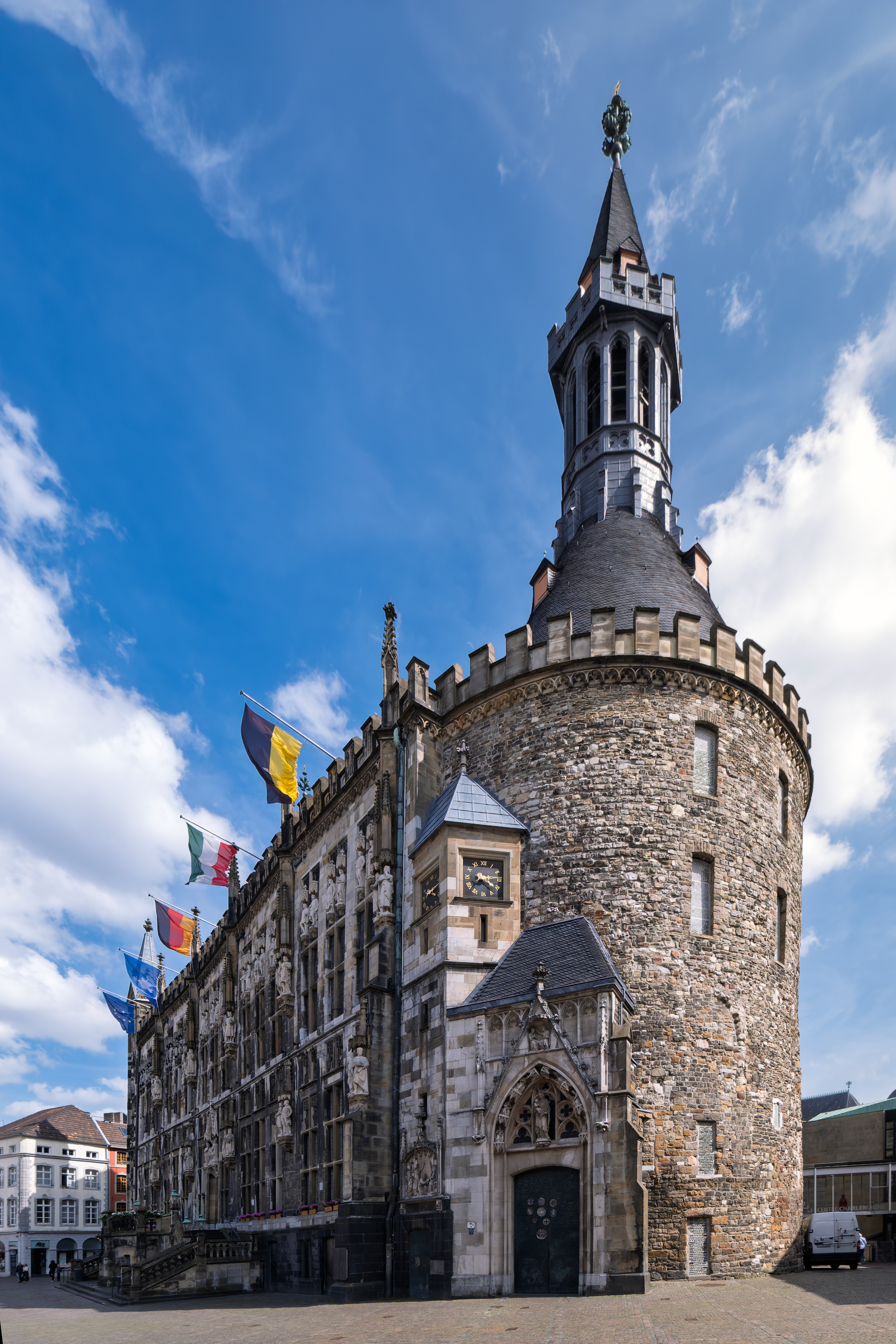
Marktturm mit Marienportal

Vereinbarungen und genaue Umstände lassen sich ebenfalls nicht durch Quellen belegen, doch bestand bereits vor Baubeginn die Idee einer geteilten Nutzung des Neubaus: Während das Untergeschoss der reichsstädtischen Verwaltung Aachens dienen sollte, blieb das Obergeschoss als Reichssaal für die Krönungsfeierlichkeiten vorbehalten.
Auch wenn im Volksmund und der zeitgenössischen Forschung bis ins 19. Jahrhundert die Schirmherrschaft der Errichtung dem Bürgermeister und Ritter Gerhard Chorus (1285–1367) zugeschrieben wurde, kann die Quellenlage dies nicht eindeutig bestätigen, jedoch fiel der Zeitraum der Erbauung in einige seiner Amtszeiten. Die Bürgermeister wurden in Aachen am 25. Mai für jeweils ein Jahr gewählt, so dass Chorus 1324, 1327, 1338 und 1346 für jeweils ein Jahr regierte.:60 Ebenfalls fiel die Erbauung auch in die Amtszeiten des Bürgermeister Walter von Punt 1327, 1334, 1338, 1343.:289 Beiden Bürgermeistern kann also eine bedeutsame Rolle während der Errichtungsphase zugesprochen werden, eben so dem Rat der Reichsstadt.
Der genaue Zeitpunkt des Baubeginns und die Hintergründe sind nicht durch Quellen belegt, aber die erhaltene Stadtrechnung des Jahres 1334/1335 weist den fortgeschrittenen Bau im Bereich der karolingischen Königsaula aus. Hier wurden die Kosten für Blei, Eisenwerk, Zinn, sieben Türen, Holz, Kalk, Tünche und Bretter aufgelistet, welche für den Baufortschritt notwendig waren.:286
Ebenfalls erwähnt wird der Durchbruch durch die alte Apsis, den sogenannten langen Gang, 1334, welcher die fortgeschrittenen Bautätigkeiten bezeugte.:60
Für den Bau verwendete man bereits bestehende Elemente der Aula regia fort: Für den Keller und Sockelbereich nutze man die Fundamente und Reste der karolingischen Aula, ebenfalls wurde die Außenwand der Südseite und Teile der beiden flankierenden Türme genutzt. Der westliche/obere Pfalzturm (turris aule superiosis) wurde 1334 bis auf eine Höhe von 12 Metern abgebrochen und auf seinem Unterbau die halbrunde Uhrglocke, der heutige Marktturm, errichtet.:287 Der Erhalt der Südseite mit seinem karolingischen Mauerwerk und die somit ausgebliebene Umgestaltung begründeten sich auch in den dort angebauten Privathäusern.:290 Der Granusturm (bis ins 13. Jahrhundert noch als Königsturm turris regia bezeichnet) wurde auf einer Basis von 20 Metern Höhe um zwei weitere Geschosse aufgestockt, in Summe also um 14 Meter erhöht.:286

#### Baumeister
Eine Nennung der (oder des) Baumeisters ist nicht überliefert, jedoch lassen sich in den erhaltenen Stadtrechnungen Namen von zwei, nur mit Vornamen vermerkten, Steinmetzen in fester Anstellung finden: Einmal Meister Wilhelm und einmal Meister Johann. Ersterer wird in der Rechnungen von 1334/1335 erwähnt, Letzterer in den Rechnungen von 1338/1339 und 1349/1350.:290
Während der mittelalterlichen Zeit war es nicht ungewöhnlich, dass Steinmetze die architektonische Ausarbeitung von Bauten durchführten.
Zeitlich genau belegbar ist hingegen die Beauftragung eines Peter von der Capellen, welcher, am 31. März 1370, auf Stadtkosten die Nordfassade mit Figuren ausstatten und die Bauaufsicht über das Rathaus übernehmen sollte. Das Material wurde ihm hierzu gestellt und ein Mitspracherecht bei der Auswahl der Steine zugestanden. Für seine Dienste wurde ihm vertraglich eine jährliche Zahlung auf Lebenszeit zugesprochen, die jeweils zur Hälfte immer am 17. Juli und 2. Februar ausgezahlt wurde. Ebenso gehörte die Versorgung mit Wein, Kleidung und anderen Zuwendungen zum Vertrag, wie auch ein lebenslanges Wohnrecht in einem Haus nahe des Augustinerklosters in der heutigen Kockerellstraße.:292
Er fertigte die 30 ursprünglichen Königsfiguren des Rathauses an, zuletzt die Figur des Königs Wenzel, welcher am 6. Juli 1376 in Aachen gekrönt wurde. Diese Statue stellte die letzte des ursprünglichen Figurenschmucks dar, welcher heutzutage als verloren gilt und dessen dargestellte Herrscher nicht überliefert wurden.:292

### Bedeutungsverlust und Übergang zum Barock

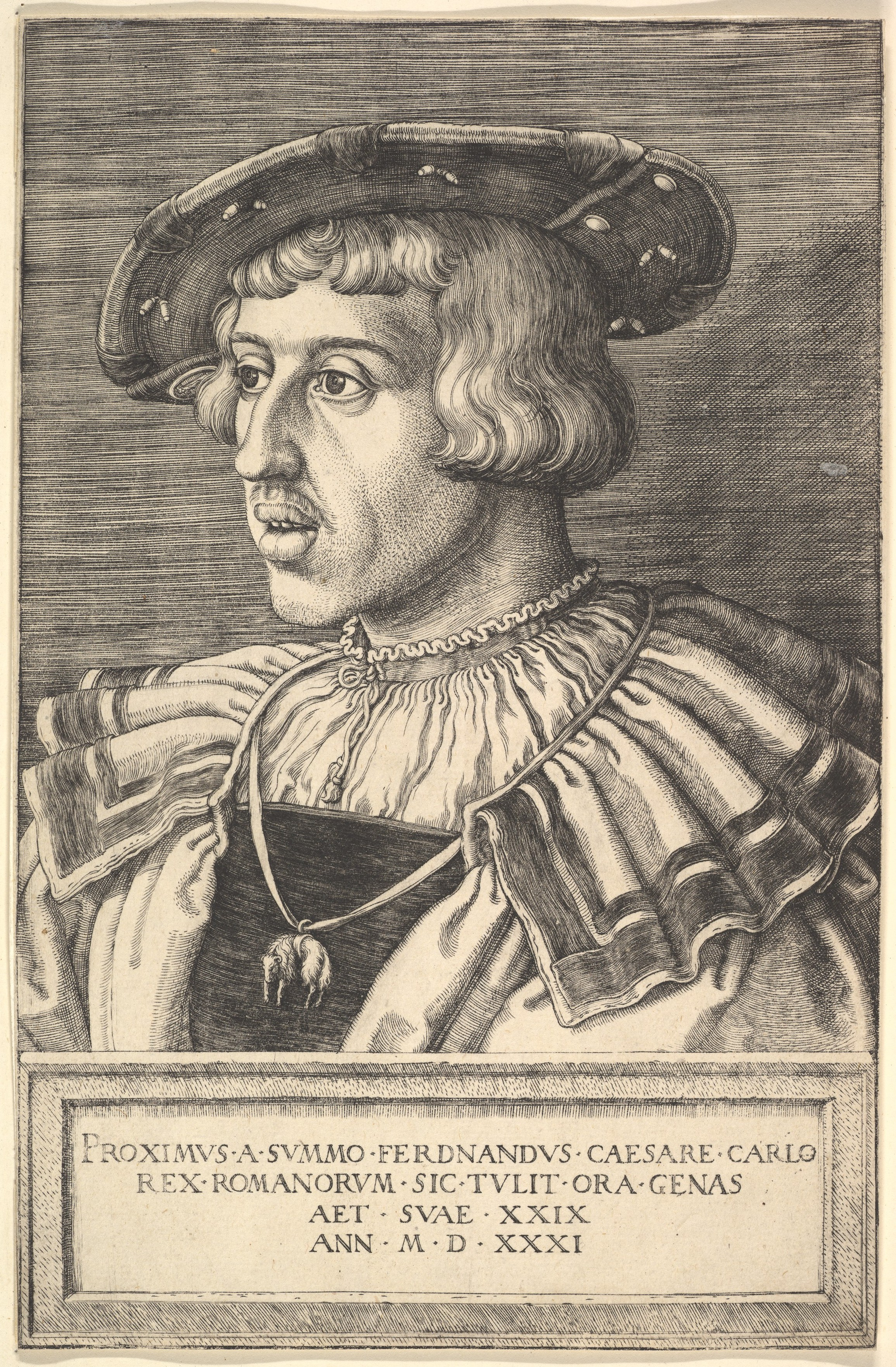
Ferdinand I. (HRR)

#### Die letzte Krönung – Ferdinand I.
Den Bestimmungen der goldenen Bulle von 1356 nach, ausgestellt durch Karl IV., wurde Aachen als Krönungsort festgeschrieben. Frankfurt am Main hingegen wurde in der Bulle zum Ort der Königswahl bestimmt.
Politische Umstände, nicht zuletzt durch die Wirren mit dem neuen Nachbarn der freien Reichsstadt, dem Haus Burgund, eine finanziell desolate Lage der städtischen Kasse und insbesondere die religiösen Zerwürfnisse durch die Kirchenspaltung der Reformation, welche die innenpolitische Lage des Heiligen Römischen Reiches erheblich belastete, führte zum Verlust der profanen und sakralen Bedeutsamkeit der Königskrönung in Aachen. Als Ferdinand I. am 11. Januar 1531 zum Mitkönig von Karl V., seinem Bruder, in Aachen gekrönt wurde, fiel die Feierlichkeit bereits weniger prunkvoll aus.
Diese Krönung stellte zugleich auch die letzte Krönung in Aachen dar: Als Maximilian II., Sohn von Ferdinand I., am 24. November 1562 gekrönt werden sollte, war der Sitz des Erzbischofs von Köln vakant, beziehungsweise der Nachfolger noch nicht zum Bischof geweiht worden. Dieser übernahm, gemäß der goldenen Bulle, die Krönung im Aachener Münster. Aus diesem Grunde musste eine andere Lösung gefunden werden. Vornehmlich die protestantischen Kurfürsten agierten hier gegen das katholisch geprägte Aachen, so dass Frankfurt am Main zum neuen Krönungsort auserkoren wurde.
Der Krönungssaal des Rathauses verlor somit seine ursprüngliche Funktion, Aachen an Bedeutsamkeit innerhalb des Reichs.

#### Umbauten und Instandhaltung im 16. Jahrhundert
Der Verlust vieler Unterlagen lässt eine lückenlose Nachverfolgung aller Arbeiten auch in dieser Zeit nicht zu, erhalten sind hingegen Rechnungen, die größere Arbeiten im Jahr 1562 belegen. Ein Steinmetzmeister mit Namen Peter Roes wird benannt, wie auch ein Meister namens Klas Preis. Unter Leitung von Preis wurden 1152 Pfund Anker und Klammern für das Rathaus beschafft. Im Rahmen dieser Arbeiten wurde ebenfalls ein Schornstein erneuert und Ausbesserungen an der Ratskammer durchgeführt.
Auch wurden neue Räumlichkeiten durch die Einziehung von Zwischengeschossen geschaffen, welche der städtischen Verwaltung neuen Platz schaffen sollte: Eine Baurechnung aus dem Jahr 1580/1581 zeugt von der Schaffung einer Zwischendecke im hinteren Teil des Untergeschosses.
Die Rathausuhr wurde 1596 Reparaturen unterzogen, wodurch die Uhr für zwei Wochen von einem Meister Johann von Geulich stündlich per Hand, Tag wie Nacht, geschlagen werden musste.

#### Steter Verfall im 17. Jahrhundert
Die zu diesem Zeitpunkt weiterhin veränderte Bedeutung des Gebäudes führte auch zur Umwidmung des Reichssaals, welcher, nach dem endgültigen Wegfall der Krönungsfeierlichkeiten, nun eine Nutzung als Frucht- und Kornspeicher fand. Über den damaligen Zustand des Gebäudes berichtete ein Reisender, welcher die starke Differenz zwischen der äußerlichen, immer noch ansehnlichen, Wirkung des Gebäudes im Vergleich zum Innenausbau in seinem Bericht vermerkte.
Eine der letzten belegbaren Tätigkeiten vor dem großen Brand wurde im Jahr 1626/1627 durchgeführt: Der Zinnenkranz „am oberen Tachwerck“ wurde erneuert, der, wie auch der Verkündigungsbalkon, mit Wappen auf Goldgrund verziert war.

#### Der Stadtbrand von 1656
Am 2. Mai 1656 brach im Haus eines Bäckers, im Bereich der oberen Jakobstraße, ein Feuer aus, welches die Aachener Bevölkerung vollkommen unvorbereitet traf und sich schnell ausbreitete. Hinzu kamen ungünstige Winde und die architektonische Beschaffenheit der damaligen Bebauung, welche größtenteils in Fachwerk ausgeführt war und den Flammen somit ausreichende Brandmasse bot.
Während des Feuers wurde ebenfalls das Rathaus schwer in Mitleidenschaft gezogen: Es brannten das Dach und die Türme nieder, zudem erreichte das Feuer ebenfalls das Erdgeschoss, wo die Kanzlei und das kleine Archiv schwer beschädigt oder zerstört wurden. Die Gewölbe des Rathauses hielten hingegen den Flammen stand.
Carl Rhoen, ein frühes Mitglied des Aachener Geschichtsvereins, berichtete 1883 hierzu:

„…es verlor nicht nur das Dach nebst seinen beiden Thurmdächern, sondern das Feuer drang auch in das Innere, verbrannte die im oberen Geschoss aufbewahrten Gegenstände, Kunstwerke und Kostbarkeiten, welche im Laufe der Zeit daselbst angesammelt worden waren. Außer diesen ging nicht nur die ausgewählte Bibliothek, sondern auch das Raths- und Schöffenarchiv durch das Feuer verloren, und es blieb nichts verschont als die Urkunden und Schriften, welche in einem Gewölbe des Granusthurms aufbewahrt waren“

Die im Granusturm gelagerten Dokumente und Urkunden waren zuerst jedoch in Vergessenheit geraten, da sie bereits vor der Zeit des Stadtbrands im Turm eingemauert und hiernach ihr Aufbewahrungsort und ihre Existenz nicht mehr an nachfolgende Beamte weitergegeben wurde. So ging man von einem Totalverlust aus, welcher die Anfertigung von Kopien notwendig machte. Die Dokumente waren von besonderer Bedeutung, da sie die Privilegien der Reichsstadt Aachens bezeugten. Hierzu bat man bei Leopold I. um die Ausfertigungen und überbrachte ihm als Dank großformatige Portraits des Kaisers und seiner Gemahlin. Erst Jahre später konnten die vormals verloren geglaubten Archivalien wiederentdeckt werden.
Die Südfassade, welche bereits zuvor zu Zeiten von Rudolf II. mit Ankern und Klammern verstärkt werden musste und nach außen neigte, wurde durch den Brand zusätzlich noch weiter nach außen gedrückt, dass zwischen Gewölben und Außenmauer eine „handbreite Klaffung“ entstand.

#### Wiederaufbau und Umbau im Stil des Barocks

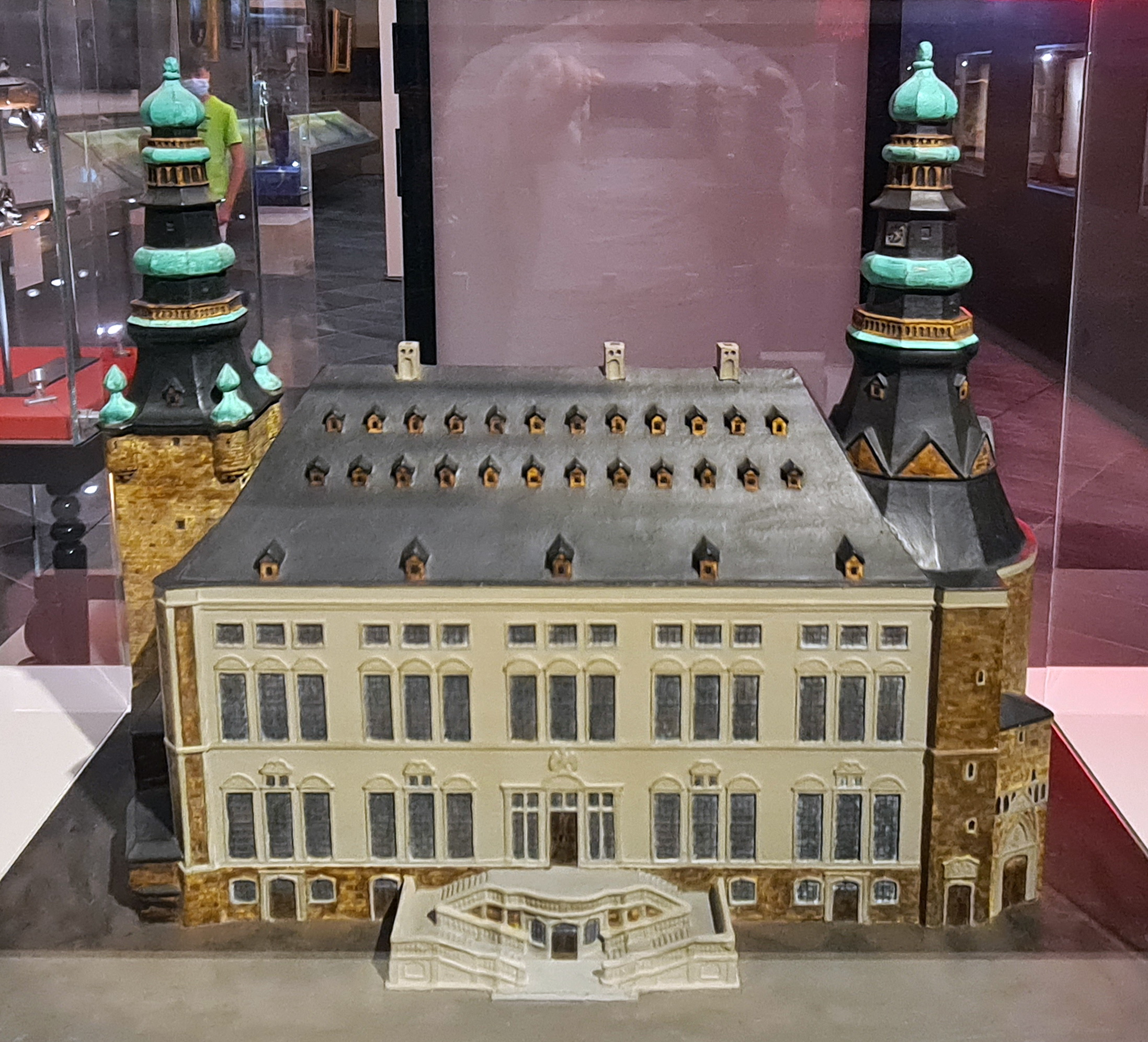
Das von Couven umgestaltete Rathaus; Modell im Centre Charlemagne

Bereits neun Tage nach dem Brand wurde der Stadtzimmermann Gerardus Kraus angewiesen, „die Reparation des Ratshauses furderlich ahnzugreifen“. Kraus stand es hierbei frei, Arbeiter zu verpflichten. Zugleich wurde auch der Maurermeister Henri Liègeois beauftragt. 
Liègeois wurde im Geiste der Zeit wie folgt entlohnt: „daß er für seine Person zweier Soldaten Gage und Gefreiters Freiheit und noch täglich und so lang er metzelt und arbeitet, ein Reichsort und 6 Kannen Biers haben“.
Die Errichtung der neuen Türme stellte den verantwortlichen Baumeister Kraus vor statische Probleme: Die Apsis des Marktturms war für den Turm nicht ausreichend, sodass er die Turmkonstruktion auf weitere Bauteile ausdehnen musste. Dies führte erneut zu einer Verschiebung der Südfassade nach außen, weswegen vier Anker eingezogen werden mussten, die sich von Nord- zu Südfassade quer durch den Kaisersaal auf Kämpferhöhe spannten.
Die Arbeiten konnten im Jahr 1658 abgeschlossen werden und stellten den ersten Schritt auf dem Weg zum Wandel in die Zeit des Barocks dar. Die weitere Umgestaltung, welche auch die restliche Stadt betraf, wurde durch die Einführung des Kur- und Bäderwesens in Aachen angestoßen. Diese sollte die angespannte Haushaltslage der Stadt entlasten und für neue Einnahmen sorgen.
Der 1613 in Lüttich geborene Brunnenarzt Franciscus Blondel, der bereits vor dem Brand nach Aachen umgesiedelt war, beschrieb den Gestaltungswandel des neuen Aachens wie folgt:

„Hinc urbs florescet, crescet respublica, quidquid Ignis destruxit, mox reparabit aqua“

„Verschönert soll die Stadt zu neuer Blüte gehn: Was Feuers Groll zerstört, durch Wassers Gunst erstehn!“

In den Jahren 1727 bis 1732 führte der Aachener Baumeister Johann Joseph Couven eine grundlegende barocke Umgestaltung, insbesondere im Bereich der Vorderfassade und der Eingangstreppe, durch. Der gotische Figurenschmuck sowie die Kreuzstöcke aus den Fenstern wurden entfernt. Auch die Innenräume wurden im barocken Stil umgestaltet. Einen Eindruck davon vermitteln heute noch der Sitzungssaal und der „Weiße Saal“ im Erdgeschoss.
Charakteristisch für die Phase sind die Holzvertäfelungen im Stil des Aachen-Lütticher Barock aus der Werkstatt von Jacques de Reux und die Wandgemälde des Malers Johann Chrysanth Bollenrath. Einen Eindruck hiervon vermittelt das so genannte Werkmeistergericht. Der Saal war ursprünglich für ein Gremium von Geschworenen eingerichtet worden, das die Qualität der Aachener Tuche kontrollierte; später diente er als Amtszimmer der Oberbürgermeister.
Zur feierlichen Unterzeichnung des Friedensvertrags zur Beendigung des Österreichischen Erbfolgekrieges im Jahr 1748 wurde der Friedenssaal eingerichtet, aufgrund von Rangstreitigkeiten der Gesandten allerdings nicht genutzt. Als Kompensation hierfür erhielt die Stadt Aachen Porträts der Gesandten. Diese befinden sich heute in verschiedenen Sälen des Rathauses.

### 19. Jahrhundert

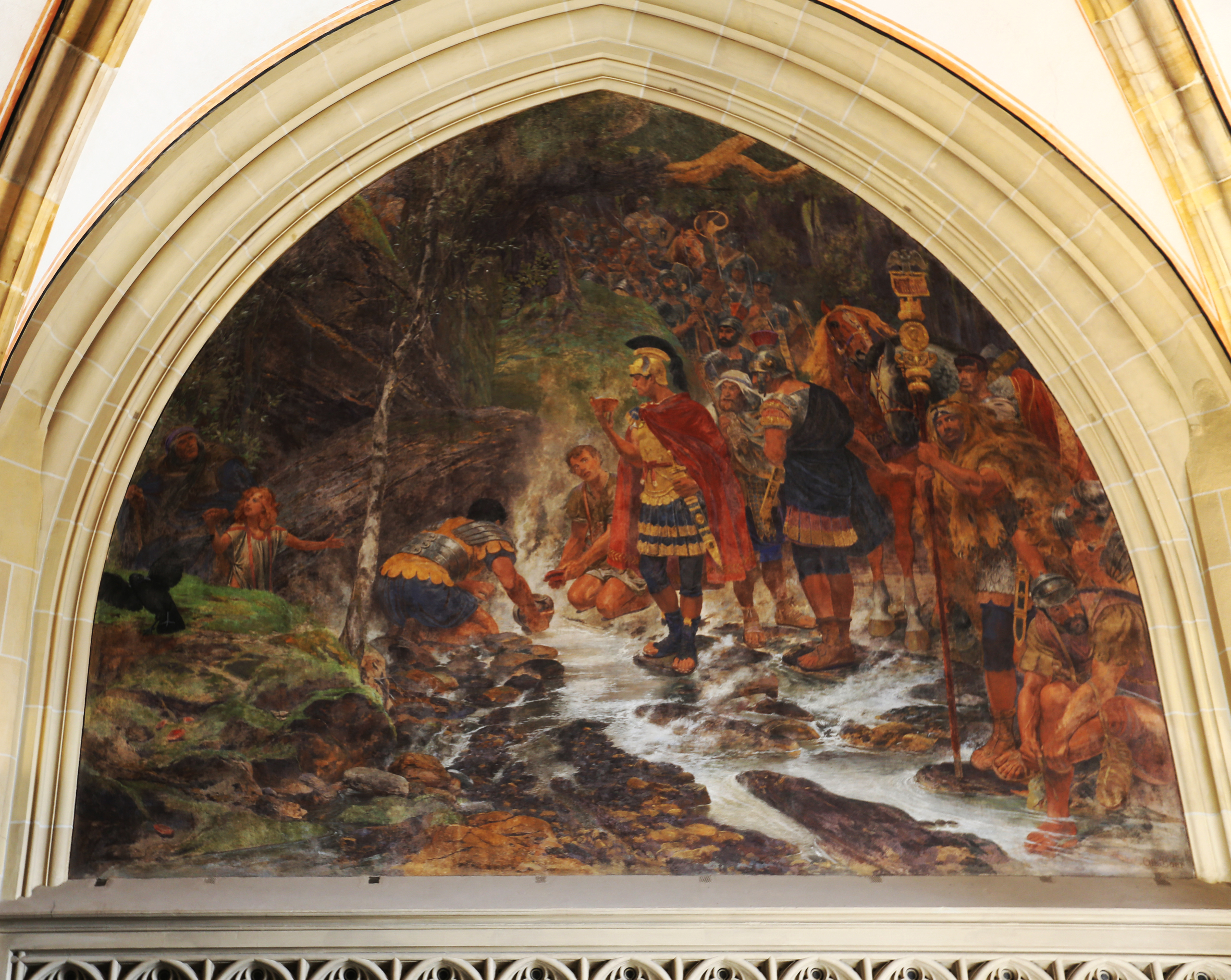
Die Entdeckung der heißen Quellen, dargestellt auf einem Fresko von Alfred Rethel

Seit dem Ende der reichsstädtischen Zeit und während der napoléonischen Besetzung wurde der Bauzustand des Rathauses stark vernachlässigt, so dass das Gebäude 1840 als teilweise baufällig angesehen werden musste. Seit der Mitte des 19. Jahrhunderts wurde das Rathaus insbesondere durch den Stadtbaumeister Friedrich Joseph Ark nach und nach so umgebaut, wie sich die Zeit den gotischen Originalzustand vorstellte und zusätzlich mit neugotischen Gemälden, Reliefs und Skulpturen ausgestattet. Die dem Markt zugewandte Fassade wurde mit den Statuen von 50 Königen sowie Symbolen von Künsten, Wissenschaft und Christentum versehen.
Der zwischenzeitlich durch Wände unterteilte Krönungsfestsaal wurde wiederhergestellt und mit einem neuen Zugang, dem Ark’schen Treppenhaus, versehen. Außerdem erhielt der Maler Alfred Rethel den Auftrag, den Saal mit einem Zyklus großflächiger Fresken auszuschmücken. Gegen den Willen des Düsseldorfer Akademiedirektors Wilhelm von Schadow hatte der Jurist und Kunsthistoriker Karl Schnaase als Vorsitzender des Kunstvereins für die Rheinlande und Westfalen durchgesetzt, dass Rethel den Auftrag bekam. Der 1847 begonnene und 1861 von Joseph Kehren vollendete Zyklus zeigt Stationen und Legenden aus dem Leben Karls des Großen. Er ist, zumal nach der Zerstörung vergleichbarer Zyklen, die etwa das Neue Museum in Berlin schmückten, eine der wichtigsten erhaltenen Zeugnisse spätromantischer Historienmalerei.

#### Das Rathaus als mögliche Bibliothek und Museum
Vor und während der französischen Herrschaft besaß Aachen keine städtische und zugleich öffentliche Bibliothek. Einzig die Rathausbibliothek, die hauptsächlich der reichsstädtischen Verwaltung diente, war als nichtöffentliche Einrichtung vorhanden und nur städtische Beamte hatten hierauf Zugriff.
Zu diesem Zeitpunkt befand sich die Bibliothek des Rathauses in einem der Säle und der Bestand wurde nicht von einem eigens angestellten Bibliothekar verwaltet, sondern von einem Maire-Beamten. Der Inventarbestand der Rathausbibliothek belief sich nach einer damaligen Erhebung, durchgeführt durch den Maire von Guita, mit Stand 24. März 1813, auf 1545 Bände, derer gegenüber eine Auflistung aus dem Jahr 1741 noch 1850 Bände aufwies. Das Ende der napoleonischen Herrschaft kam weitergehenden Aktivitäten der französischen Verwaltung zuvor, eine öffentliche Bibliothek einzurichten und diese mit entsprechenden Werken auszustatten.
Dasselbe Schicksal ereilten auch die französischen Bemühungen einen Saal des Rathauses zum Museum umzuwidmen, dem Bestrebungen zur Hebung der Attraktivität Aachens als Kurort vorangingen. Als nach der anfänglichen Verwehrung der notwendigen Mittel, im Jahr 1812, langsam die Möglichkeit zur Einrichtung erkennbar war, näherte sich die Franzosenzeit in Aachen bereits dem Ende.

#### Rathausbrand 1883
Ausgehend von einem Brand in der Monheim’schen Drogen- und Materialwarenhandlung in der Antoniusstraße 26 wurden durch Funkenflug der Dachstuhl und zunächst der Granusturm am 29. Juni 1883 in Brand gesetzt. Innerhalb von vier Stunden brannten der Dachstuhl und die beiden Rathaustürme sowie mehr als 30 der umliegenden Wohnhäuser auf der Südseite Marktes, in der Pont-, Jakob- und Kockerellstraße, der Judengasse, sowie der Königstraße bis hin zum Karlsgraben. Neben den Feuerwehren aus Aachen und Burtscheid und Einsatzkräften des 53. Infanterie-Regiments kamen noch herbeigerufene Wehrzüge aus Stolberg und Langerwehe, aber auch aus Eupen, Mönchengladbach, Köln und Düsseldorf zum Einsatz. Erst durch heftige Gewitterschauer in der Nacht zum 1. Juli konnten die Brände vollständig gelöscht werden. Die Ursache der Brandentstehung in der Antoniusstraße konnte nie einwandfrei geklärt werden.
Der Krönungssaal mit den Rethel-Fresken und das Erdgeschoss blieben vom Brand verschont, hatten aber durch das Löschwasser arg gelitten. Die Restaurierung erfolgte durch den Genremaler und Maltechniker Friedrich Gerhardt. In der Folgezeit wurden das Dach und die Türme behelfsmäßig wieder eingedeckt.

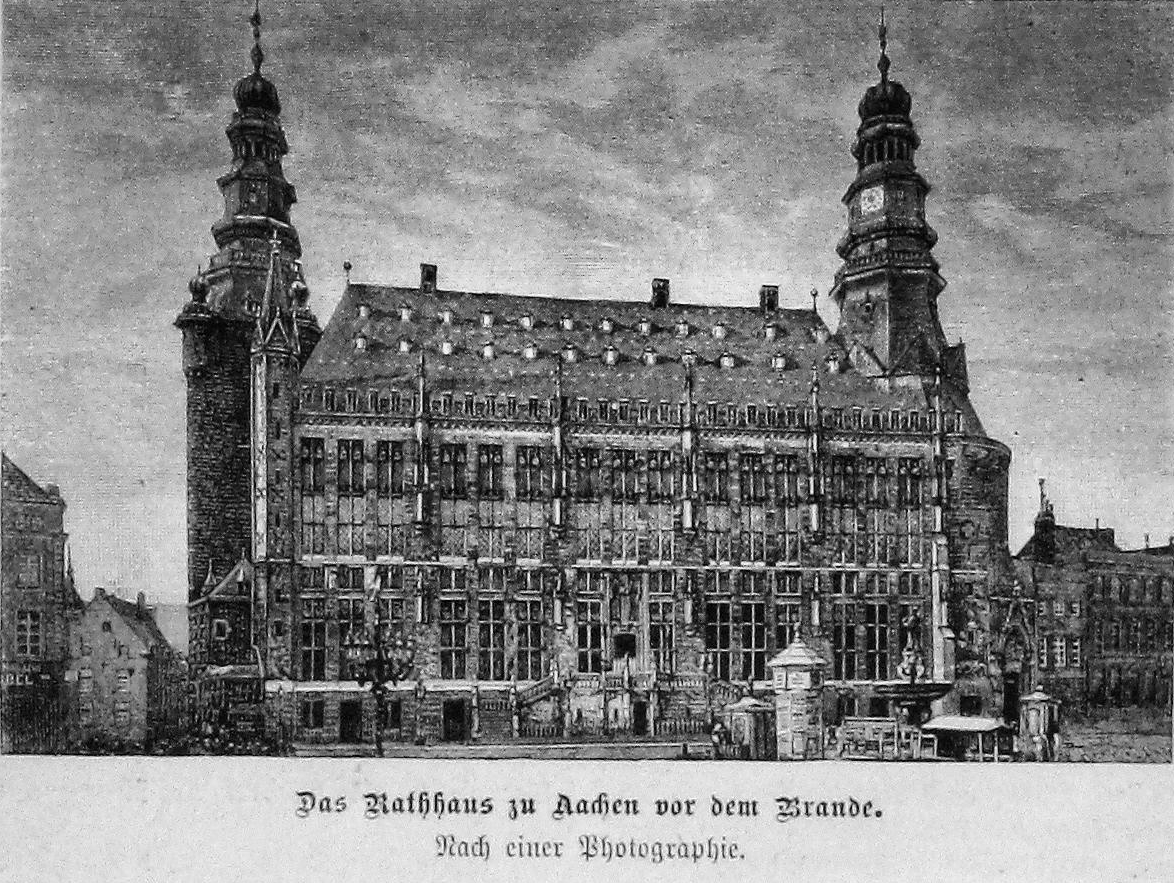
Das Rathaus vor dem Brand
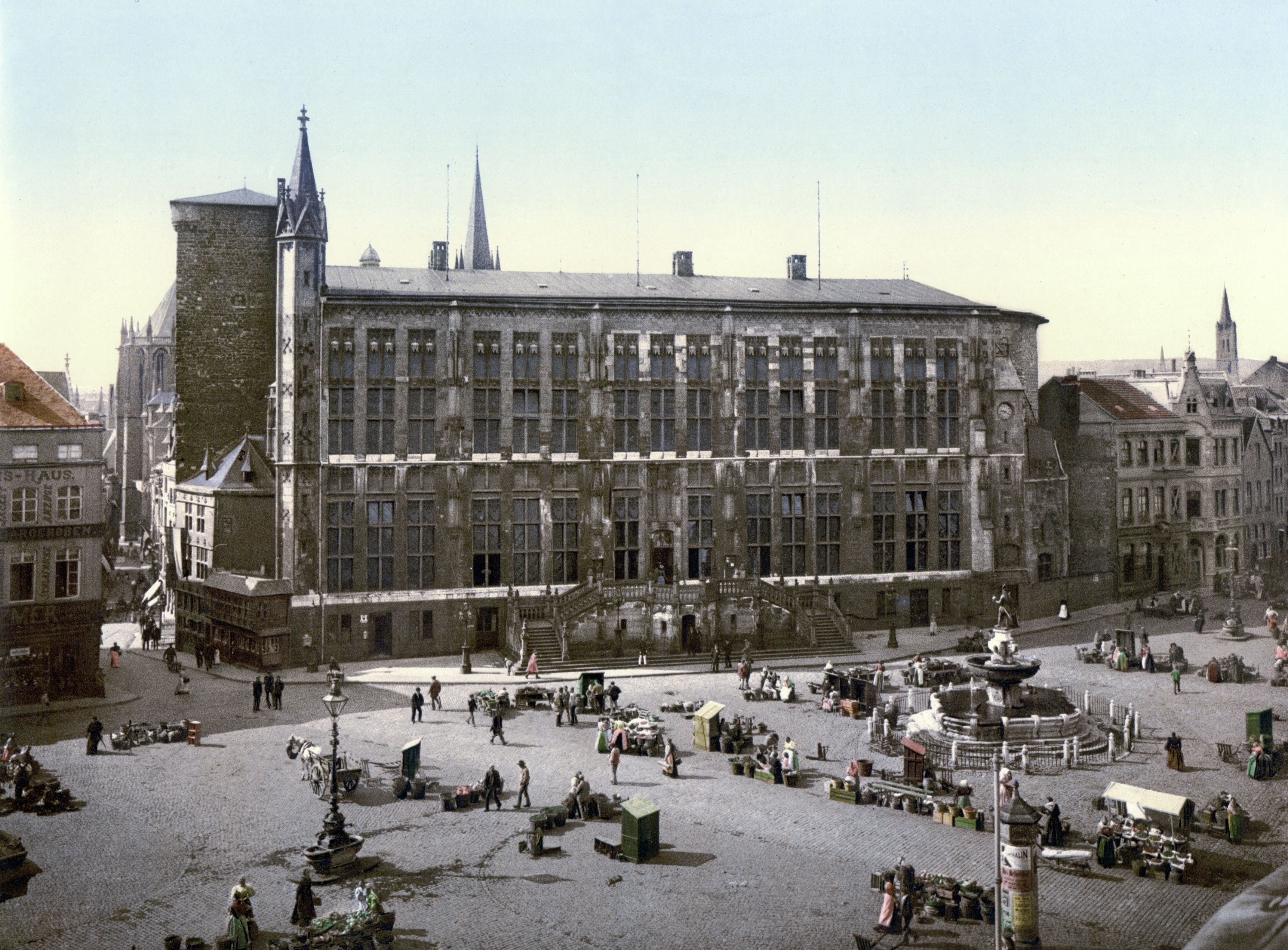
Zustand des Rathauses nach dem Brand 1883
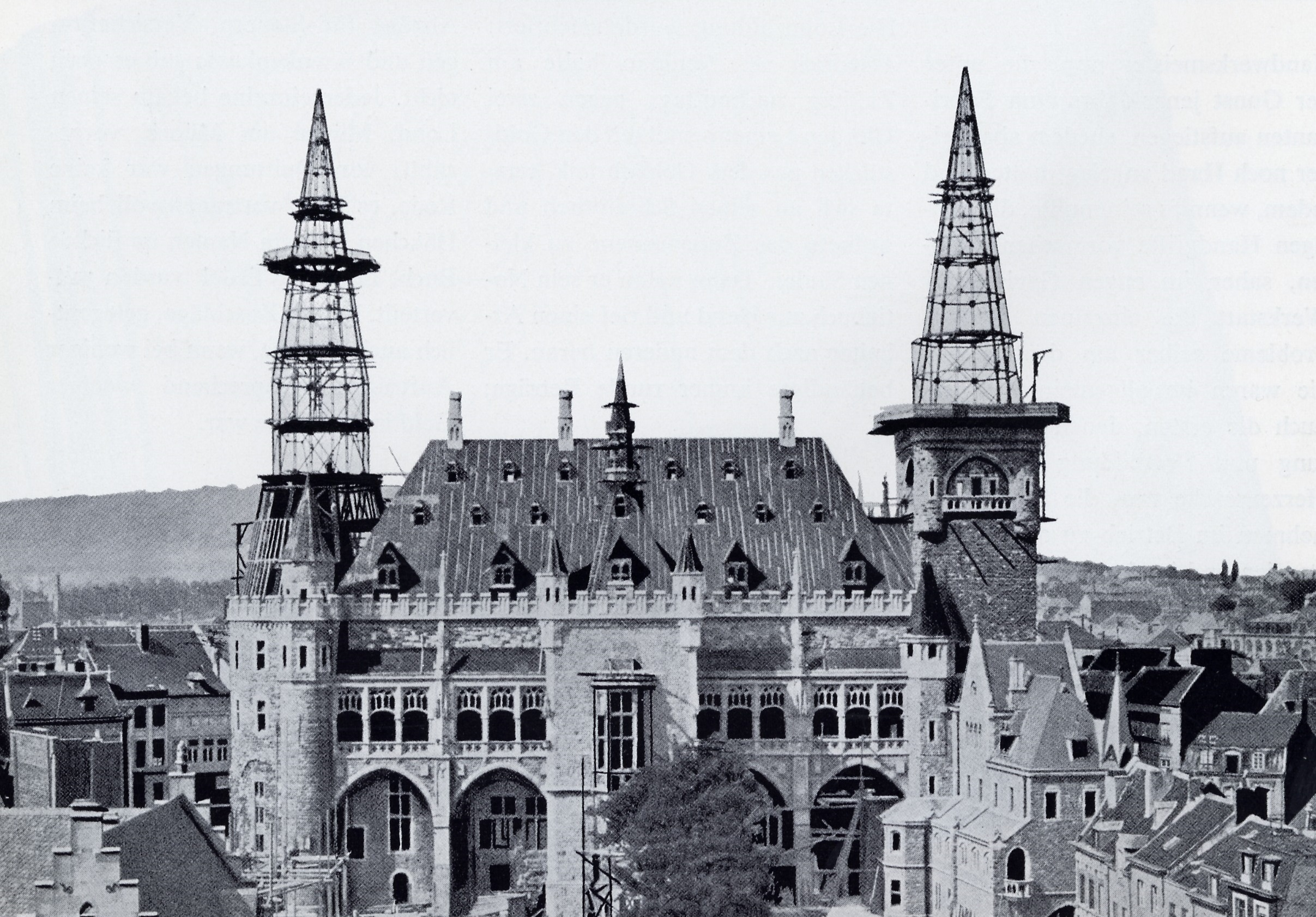
Turmkonstruktion von der Rückseite 1899
Rathaus Aachen um 1900
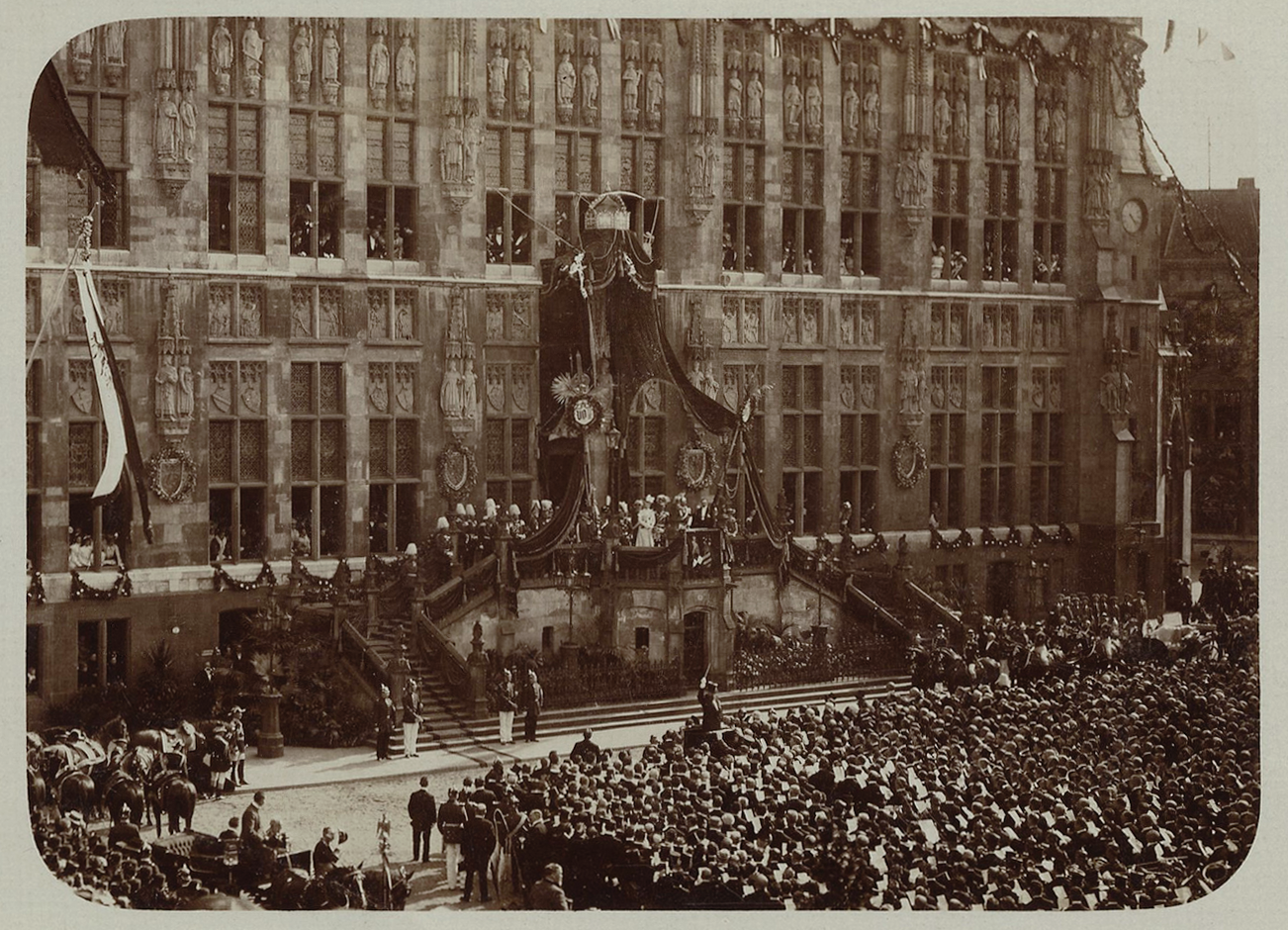
Eröffnung des restaurierten Rathauses durch Kaiser Wilhelm II. am 19. Juni 1902

Am 1. November 1884 rief die Stadt Aachen einen Wettbewerb unter deutschen Architekten zur Wiederherstellung des Rathauses aus. Unter den 13 eingesandten Entwürfen wurde der erste Preis dem Aachener Architekten Georg Frentzen zuerkannt, der 1891 den Auftrag erhielt, das Rathaus und die Türme wiederaufzubauen. Die Sanierung der Innenräume stand unter Planung und Leitung des Stadtbaumeisters Joseph Laurent. Um 1895 wurden die Skulpturen Ritter Gerhard Chorus und Johann von Pont an den Mauerkanten des Erkers der Rathausrückseite sowie acht Wappenschilde mittelalterlicher Adelsgeschlechter (Margarten, Berensberg, Roide, Hasselholz, Surse, Wilde, Joh. Chorus, Zevel) in den Bogenzwickeln angebracht. Es handelt sich dabei um Werke von Karl Krauß. Darüber hinaus wurden bis zum Jahr 1900 von den Aachener Bildhauerwerkstätten Carl Esser, Wilhelm Pohl, Lambert Piedboeuf und Gottfried Götting mehrere Statuen von zum Teil hier gekrönten Königen für die Rathauswand angefertigt, die teilweise auf Entwürfe des Kölner Bildhauers Christian Mohr zurückgehen. 1899 errichtete die Firma F. A. Neuman aus Eschweiler eine neue stählerne Konstruktion für das Dach und die beiden neugotischen Turmhelme.
Die Restaurierungsarbeiten wurden 1902 beendet. Die feierliche Einweihung des Rathauses fand im Beisein von Kaiser Wilhelm II. am 19. Juni 1902 statt.

### 20. Jahrhundert

#### Erster Weltkrieg und Weimarer Republik

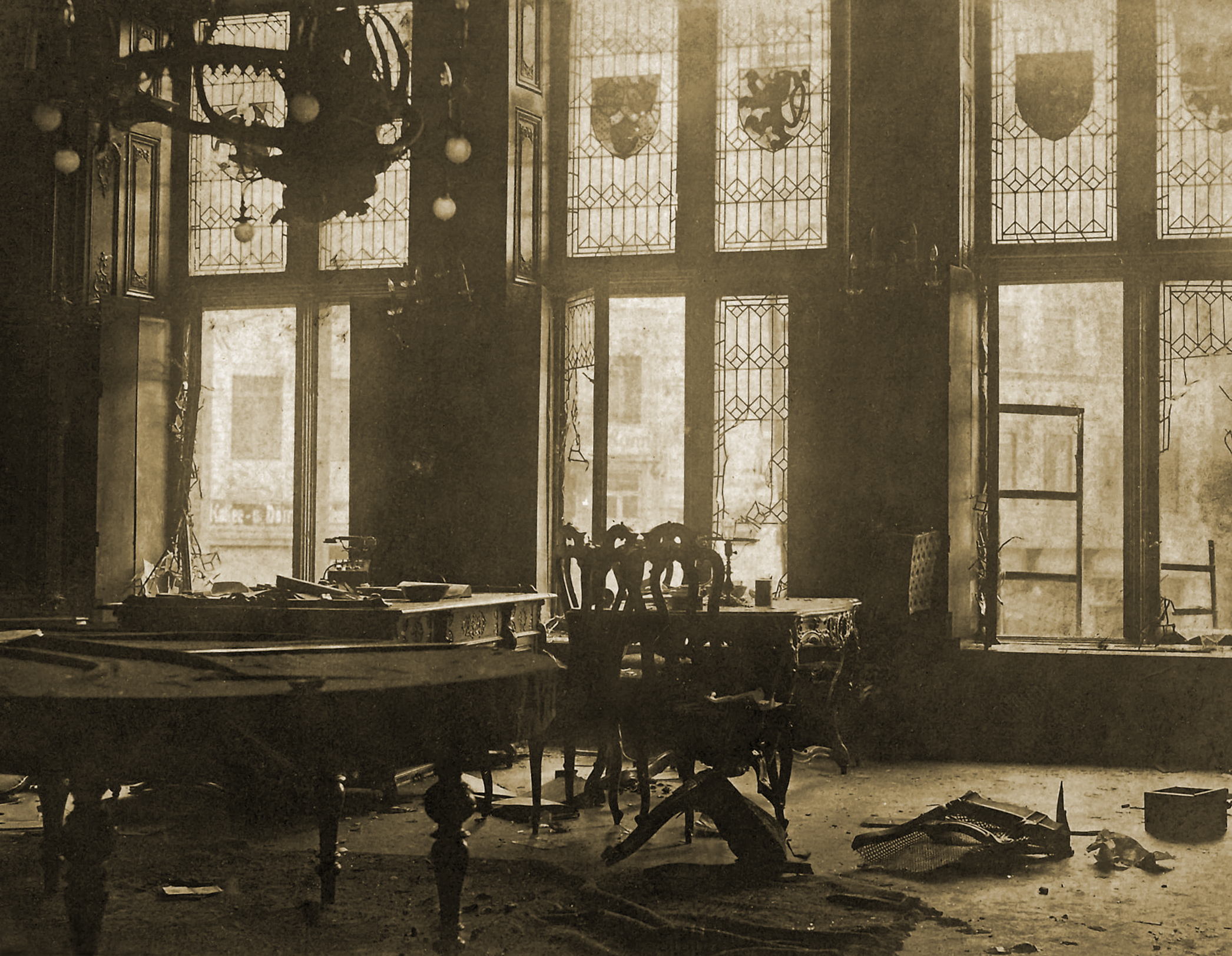
Verwüstungen im Inneren des Rathauses nach der Erstürmung durch die Separatisten am 21. Oktober 1923

Den Ersten Weltkrieg überstand das Aachener Rathaus ohne kriegsbedingte Schäden. Während der politischen Unruhen im Zuge separatistischer Bewegungen zur Loslösung einer Rheinischen Republik wurde das Rathaus am 21. Oktober 1923 von einer Gruppe Sonderbündler gestürmt und schwerwiegend verwüstet. Teile der Fassade, des Figurenschmucks sowie die beiden Uhren an den Rathaustürmen wurden zerstört, sämtliche Fensterscheiben des Erdgeschosses auf der Marktseite zerschlagen und zahlreiche historische Räume des Rathauses verwüstet. Viele der Rethel-Fresken wurden durch Kugeleinschläge schwer beschädigt. Das Mobiliar – insbesondere aus dem Zimmer des Oberbürgermeisters und aus dem Krönungssaal – wurde zerschlagen und als Wurfgeschoss verwendet. Im Kaisersaal wurde eine nicht detonierte Bombe gefunden.

#### Zweiter Weltkrieg
Während des Zweiten Weltkrieges wurde das Rathaus durch mehrere Bombenangriffe, insbesondere am 14. Juli 1943 und 11. April 1944, stark beschädigt. Am 14. Juli 1943 brannten der Dachstuhl und beide Rathaustürme aus, lediglich die durch die Hitze verbogenen Stahlskelette der Turmhauben sollten noch einige Jahre das Erscheinungsbild des Rathauses prägen. Der Krönungssaal wurde schwer beschädigt und die Nordfassade wurde durch den Druck der Bombeneinschläge stellenweise bis zu 30 Zentimeter aus dem Lot gerückt. Die akute Einsturzgefahr wurde durch massive Holzstützen zunächst notdürftig gebannt. Durch eindringendes Regenwasser wurden die Rethel-Fresken in starke Mitleidenschaft gezogen. Fünf der acht Fresken konnten von dem Aachener Kunstmaler Franz Stiewi vorsichtig in kleinen Partien abgenommen und zunächst im Suermondt-Museum eingelagert werden.

#### Wiederaufbau und Nachkriegszeit

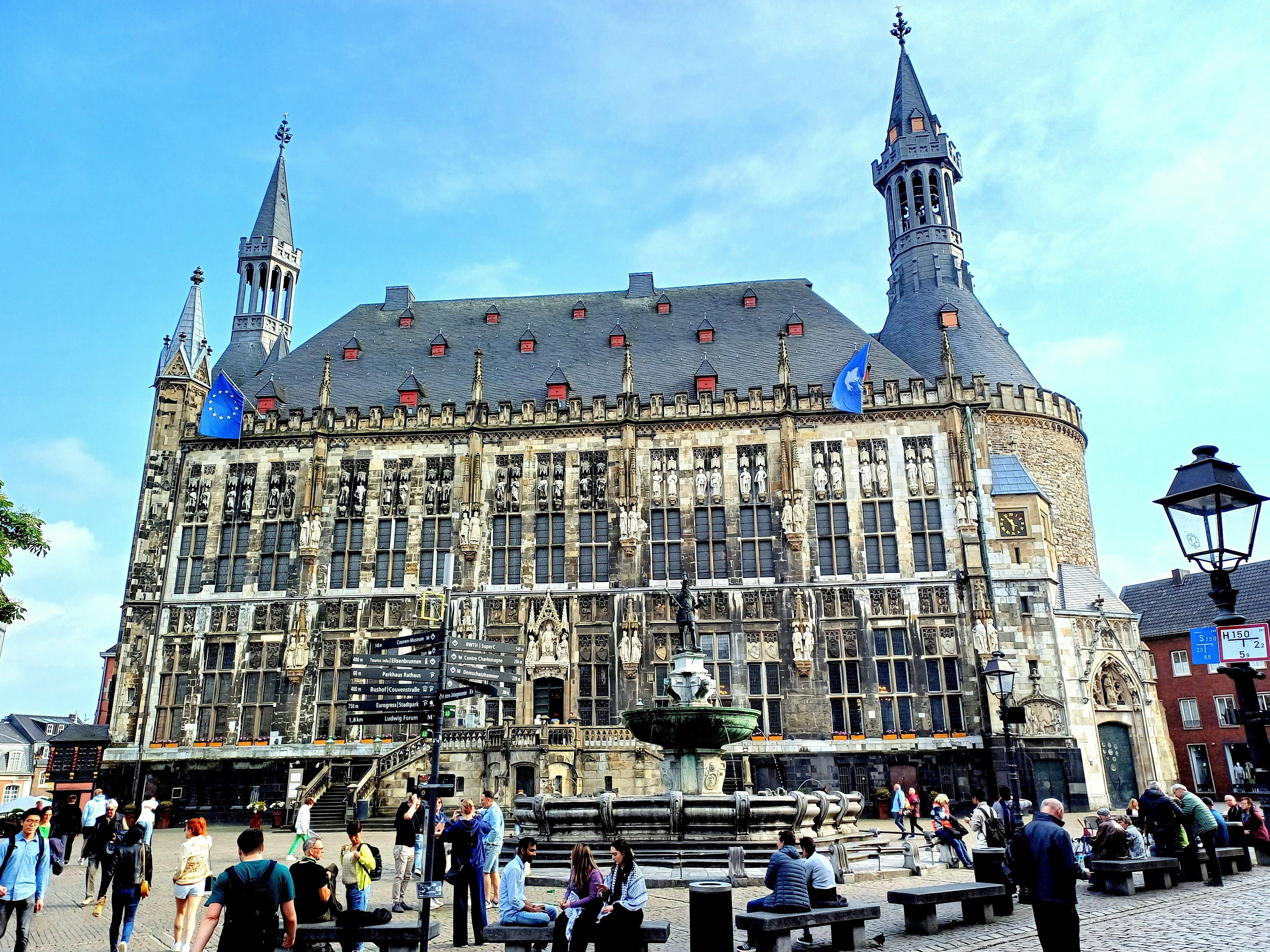
Rathaus Aachen 2024

Der Architekt Otto Gruber und der Bauingenieur Richard Stumpf erstellten 1945 zunächst ein Gutachten über die Standsicherheit des Gebäudes. Die vordringliche Sicherung der einsturzgefährdeten Nordfassade wurde mit Hilfe einer Stahlkonstruktion und Zugankern durch Professor Josef Pirlet vorgenommen. Das Rathausdach konnte 1946 notdürftig mit Zinkplatten instand gesetzt werden. Zunächst stand beim Wiederaufbau die statische Sicherung im Vordergrund, da neben der Ablösung der Nordfassade auch fast alle Gewölbebögen durchschlagen waren. Am 9. August 1948 konnte Pirlet im Stadtrat berichten, dass der Bestand des historischen Rathauses gesichert sei. Die Gewölbe im Erdgeschoss wurden 1950 wieder geschlossen. Der Wiederaufbau des Kaisersaales konnte 1953 weitgehend abgeschlossen werden, die Ausgestaltung des Saales folgte in den nächsten Jahren.
Die Frage, in welcher Form die beiden Turmhelme wieder aufgebaut werden, stand weiterhin im Mittelpunkt kontrovers geführter Diskussionen. Im Jahr 1966 legte Wilhelm K. Fischer, der sich um den Wiederaufbau von Aachen verdient gemacht hat, ein Skizzenwerk zur Turmgestaltung vor. Auch Studenten der RWTH Aachen beteiligten sich mit 24 Entwürfen an der Diskussion. Einem Arbeitsausschuss zur Wiederherstellung der Turmhelme sind 1968 acht Gutachterentwürfe vorgelegt worden. Einige der zum Teil sehr modern anmutenden Entwürfe, wie beispielsweise von Gerhard Graubner und Wilhelm K. Fischer, wurden während der im August 1968 stattfindenden öffentlichen Vorstellung intensiv diskutiert. Der Arbeitskreis entschied sich für den Entwurf des Stadtkonservators Leo Hugot, der sich eng an die historischen Vorbilder anlehnte. Die Turmhelme mit gotischen Gestaltungselementen wurden 1978 wieder aufgesetzt. Im Jahr 1979 bekam das Rathaus sein Glockenspiel. Dieses wurde im Juli 1979 vor dem Rathaus auf dem Marktplatz ausgestellt. Anfang August wurden die Turmspitzen und das Glockenspiel offiziell eingeweiht.

## Einzelelemente

### Dreikönigenrelief

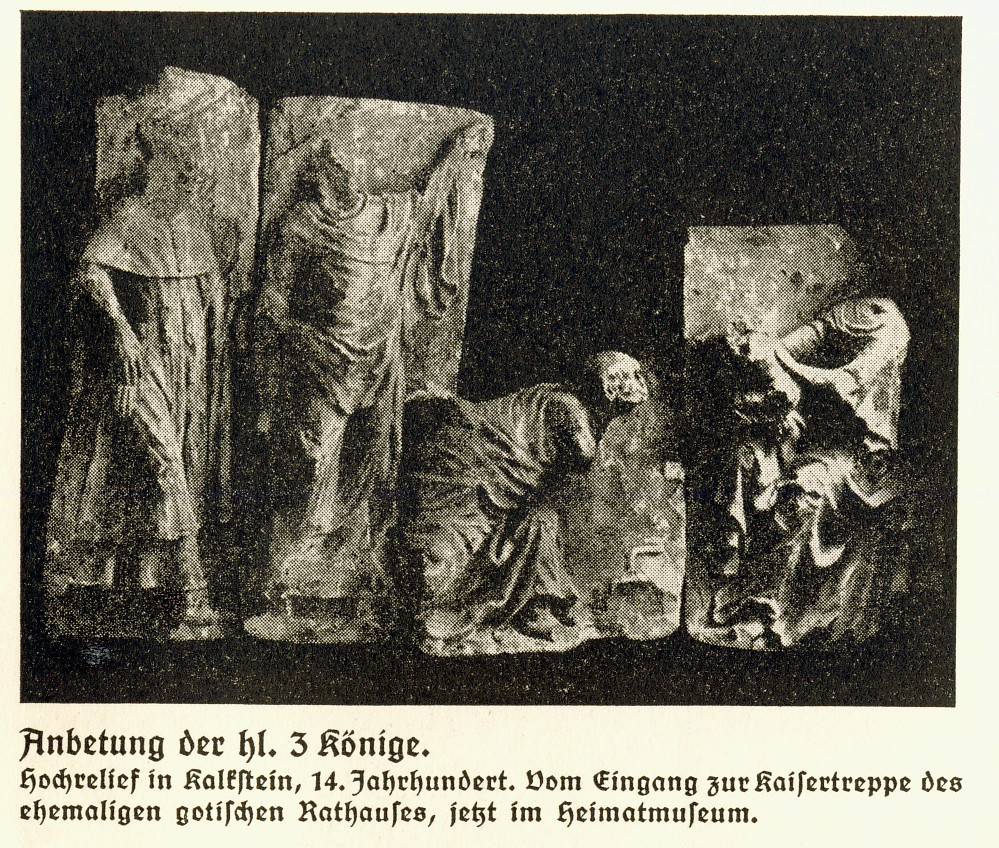
Dreikönigenrelief, 14. Jahrhundert
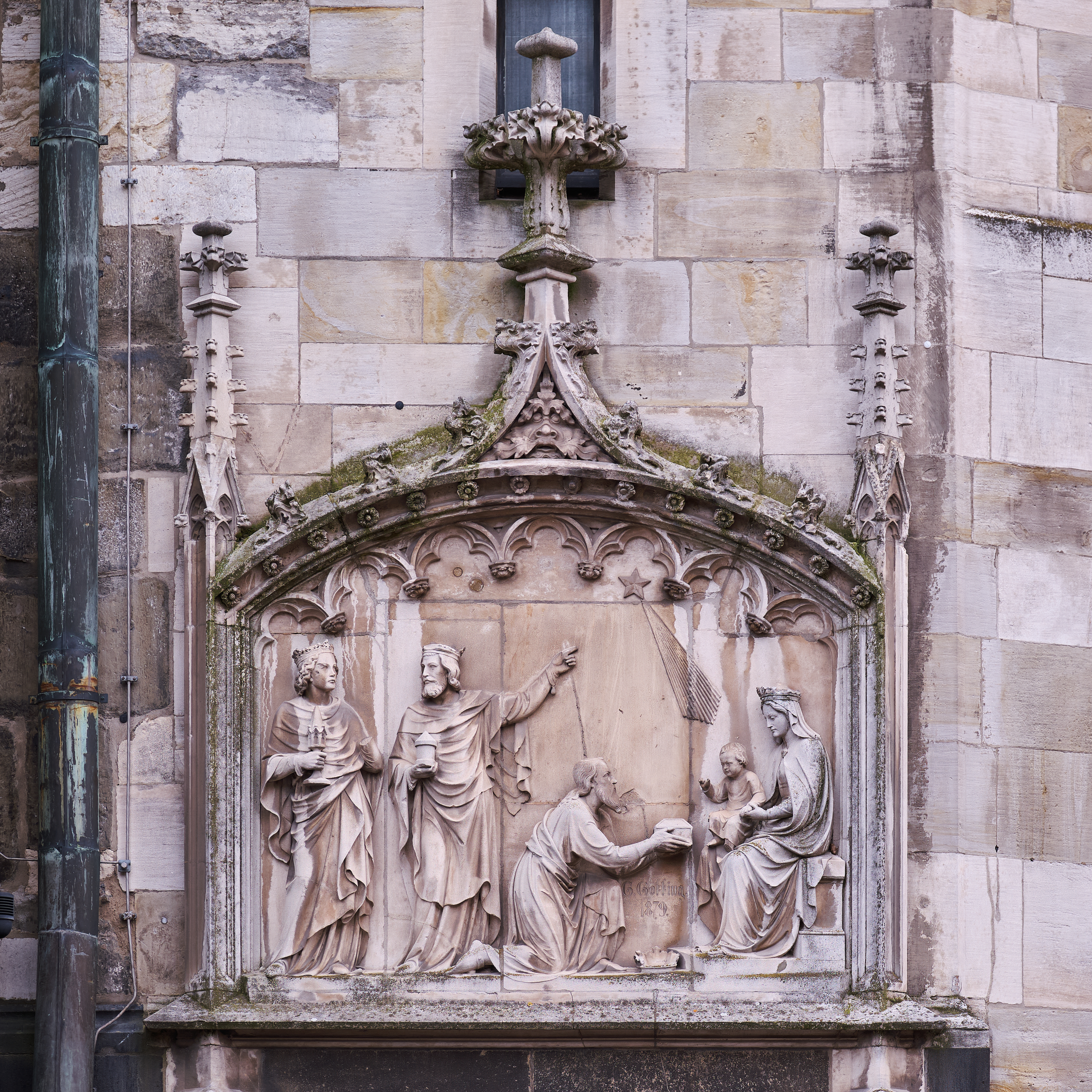
Ersatzanfertigung von Götting

Den Eingang zur Kaisertreppe, der Verbindung des Untergeschosses mit dem Krönungssaal, die Dreikönigentür, schmückte ein Hochrelief eines unbekannten Meisters. Gefertigt aus Kalkstein im 14. Jahrhundert, zeigte das Relief die Darstellung Anbetung der Heiligen drei Könige. Vier Kalksteinblöcke bildeten das Relief. Die drei dargestellten Könige und die Mutter-Kind-Gruppe bestanden je aus einem Kalksteinblock.
Während der napoléonischen Zeit wurde das Relief 1798 teilweise zerstört. Ein Kostenvoranschlag vom 10. Juli 1798 benennt, als zweiten Punkt einer 36 Punkte umfassenden Liste, die Zerstörung des Reliefs:

‚A demolir les trois rois au dessus de la porte du Corps de la garde de la place‘

„Die drei Könige über dem Tor des Wachhauses des Platzes abzureißen.“

Statt einer vollständigen Zerstörung des Reliefs wurden nur Hände und Köpfe aller Figuren abgeschlagen, wie auch die Arme des knienden Königs. In diesem Zustand verblieb das Relief bis 1879 über dem Portal.
Die verbliebenen Stücke des mittelalterlichen Kunstwerks wurden 1879 von Gottfried Götting durch eine Neuschaffung ersetzt, wonach sie in das Heimatmuseum (Suermondt-Museum) überführt wurden. Das Werk von Götting ist auch heute noch erhalten und über dem Portal befindlich.
Die Überreste des Originals gingen in den Wirren des Zweiten Weltkriegs verschollen.

### Granusturm
Der Granusturm, welcher erst zum Ende der 1970er Jahre seine heutige Turmhaube erhielt und bis dahin mit einem (durch Kriegsschäden aus dem Zweiten Weltkrieg bedingten) Notdach versehen war, besitzt zum Hauptturm noch vier weitere kleine Ecktürme, welche mit einer altdeutschen Schieferdeckung versehen sind.

### Figuren, Wappen und Reliefs

#### Figurenschmuck der Nordfassade
54 Figuren befinden sich auf verschiedenen Ebenen der zum Markt zugewandten Nordfassade, welche weltliche Herrscher zeigen, die zum Teil in Aachen gekrönt wurden. Viele dieser Figuren wurden in den letzten Jahren (2017 bis 2021) aufwendig saniert.
Die Figurengruppe Majestas Domini befindet sich über dem Haupteingang des Rathauses und stellt Papst Leo III. und Karl den Großen kniend zu beiden Seiten von Jesus Christus dar. Karl der Große wird hier mit einem Modell der Pfalzkapelle auf seinem linken Knie gezeigt. Auch dieses Ensemble wurde zuletzt restauriert.
Weitere Figuren befinden sich oberhalb des Postwagens und sind von der Krämerstraße aus erkennbar.
Die Figuren sind, im Zeichen ihrer Zeit, als idealisiert verklärte Interpretationen der dargestellten Herrscher zu sehen, statt als historisch korrekte Abbildungen der Personen.

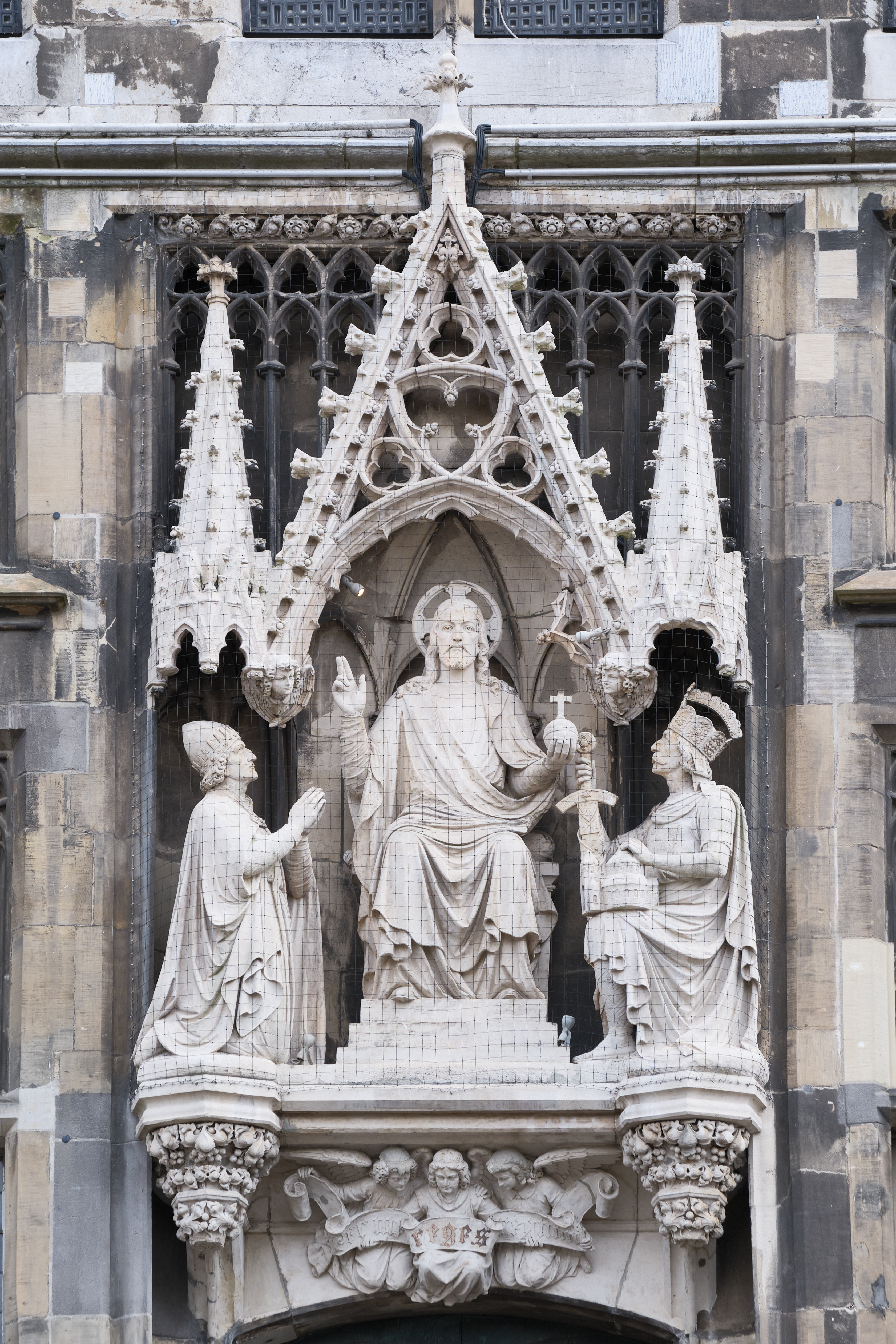
Majestas Domini nach der Restaurierung, in der Mitte Jesus Christus, links kniend Papst Leo III., rechts kniend Karl der Große
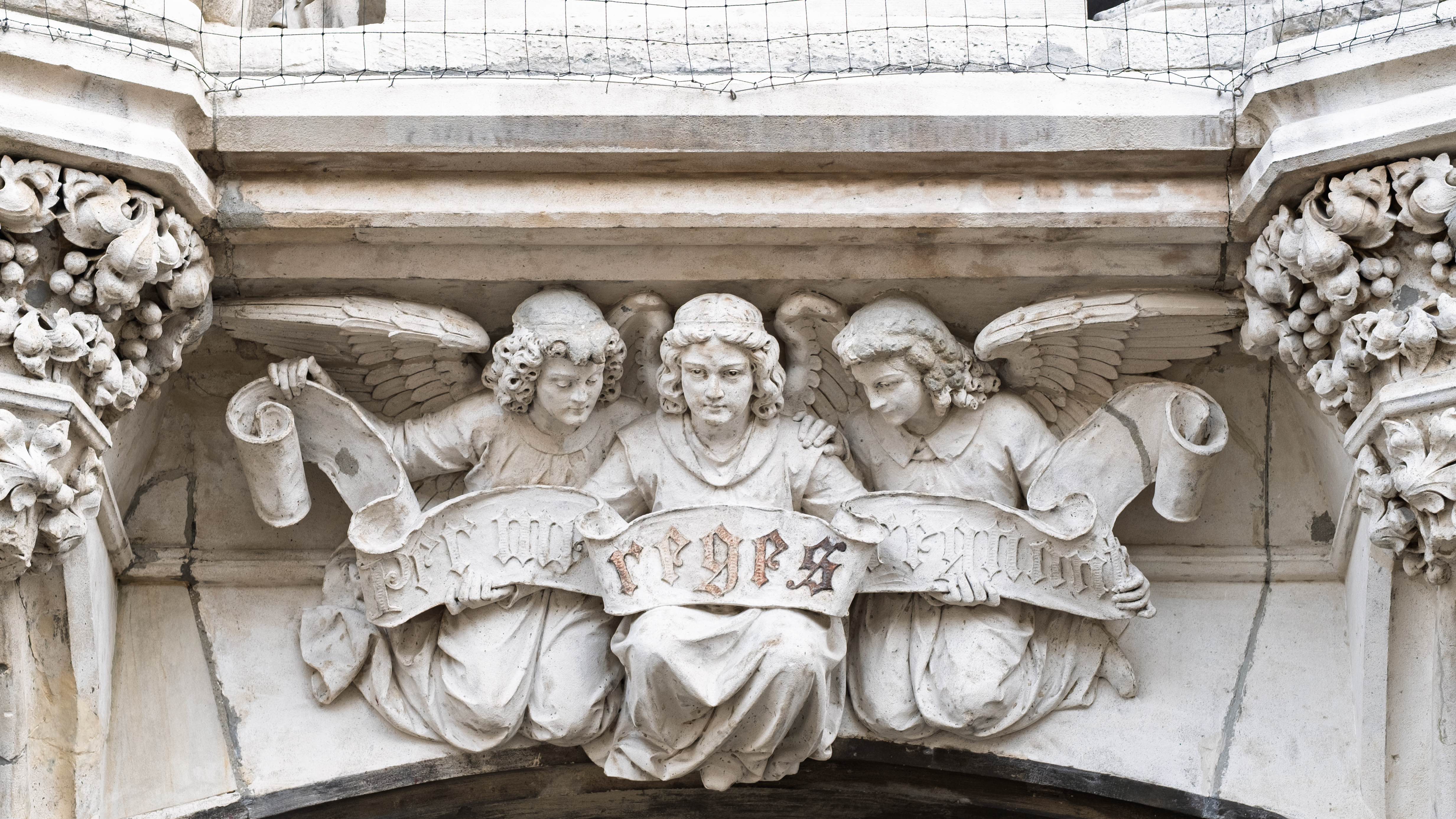
Engel über dem Haupteingang mit Spruchband „Per me reges regnant“ – Durch mich regieren die Könige
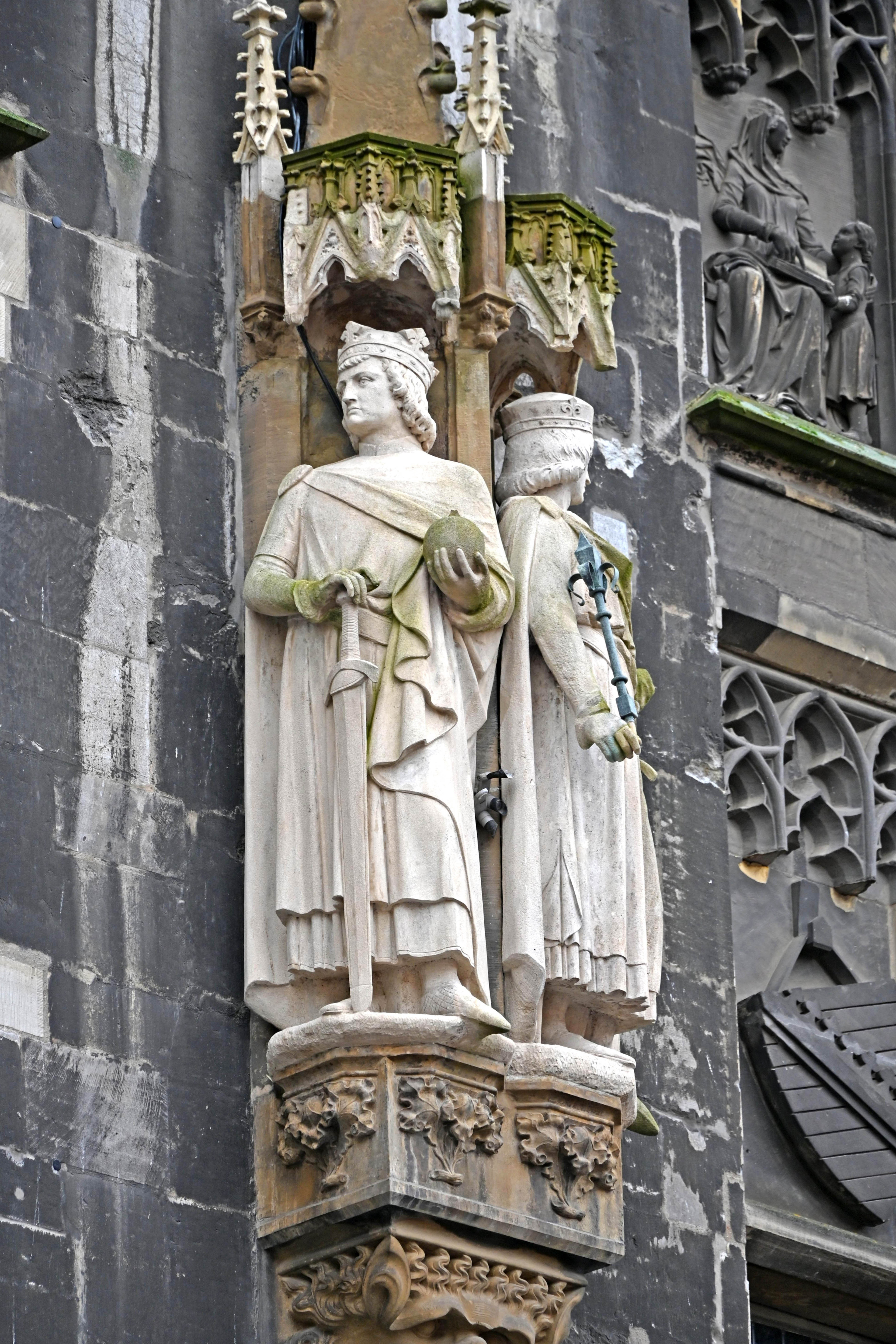
Links: Rudolf I. Rechts: Heinrich VII.
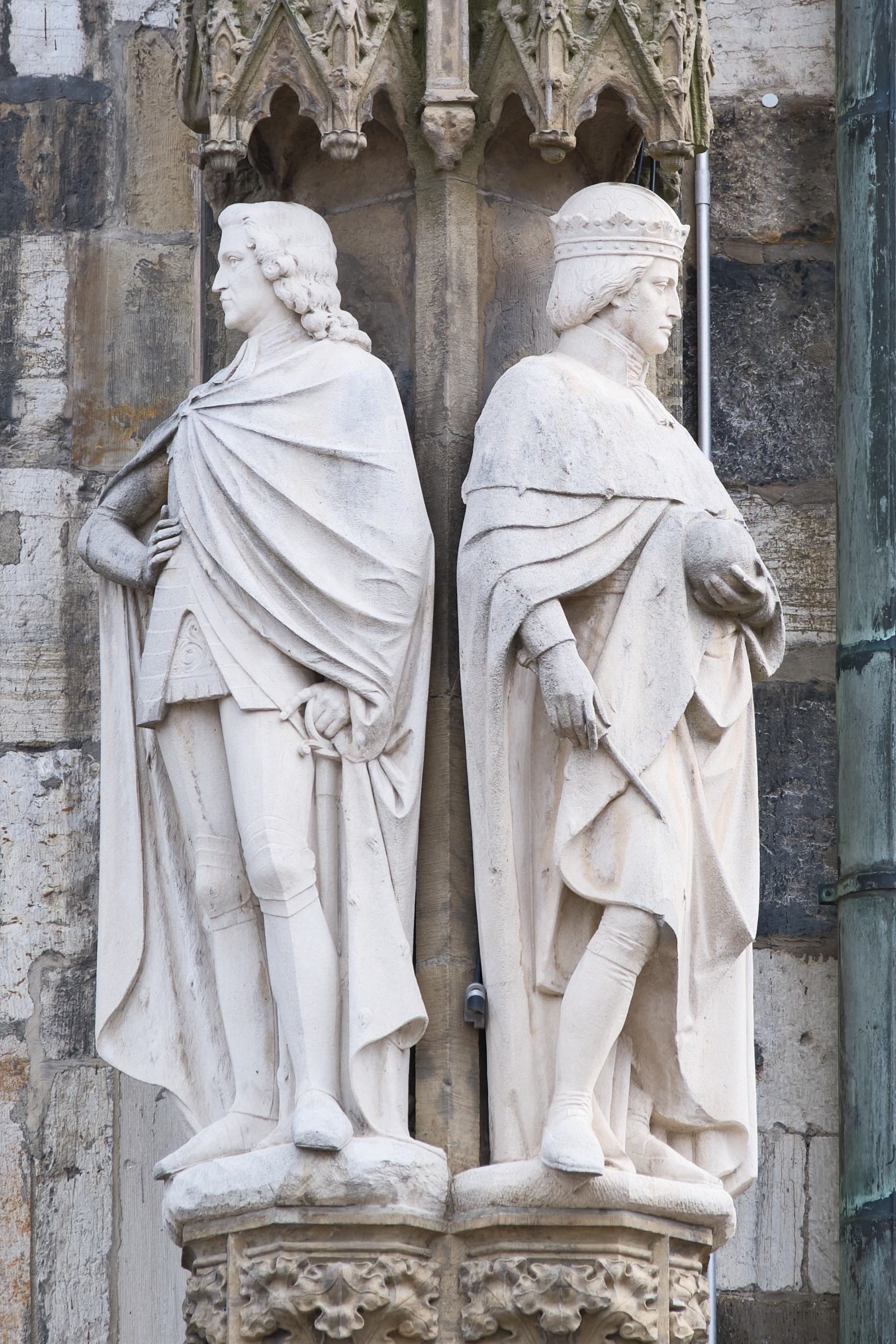
Links: Karl VI. Rechts: Franz II.
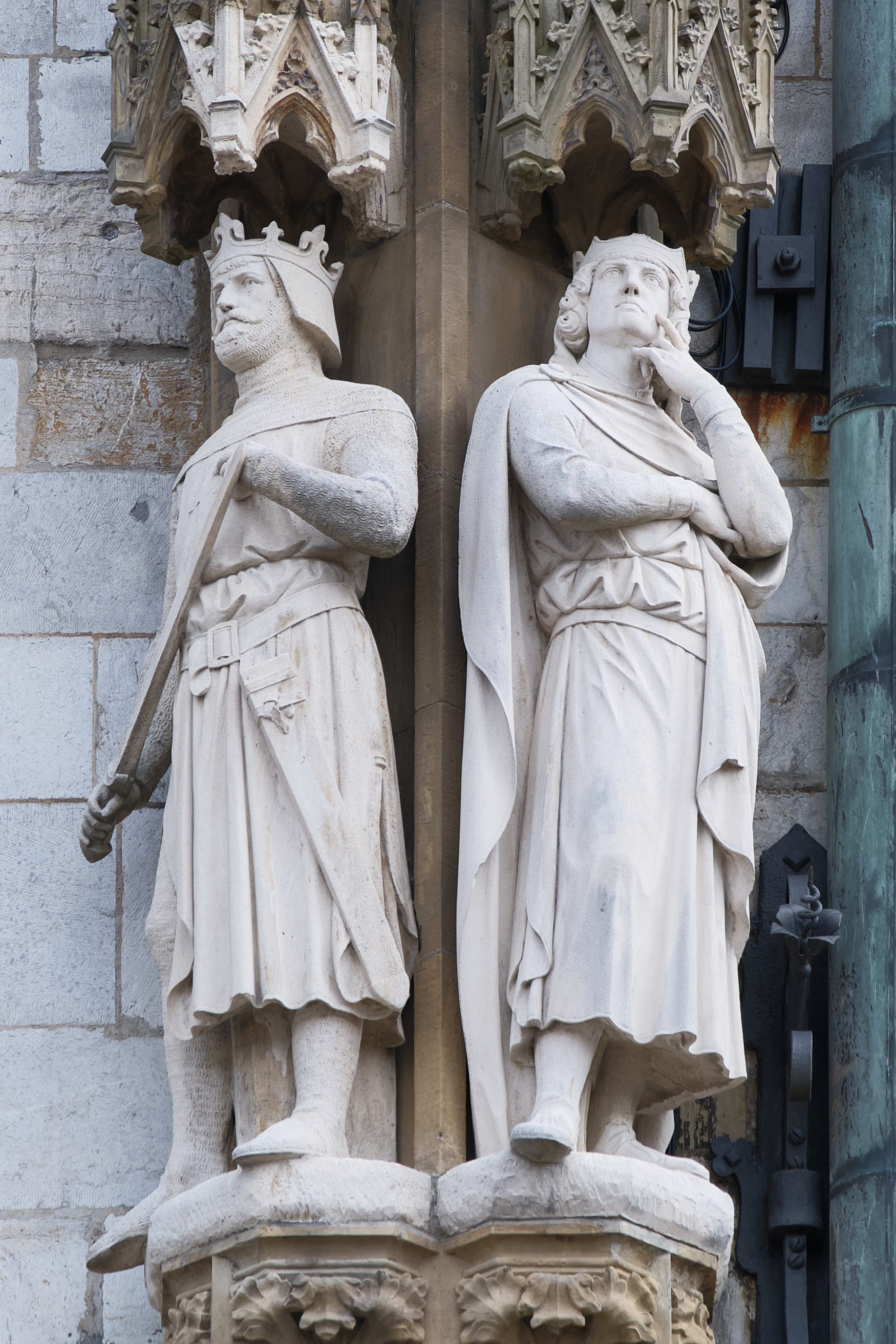
Links: Friedrich I. Rechts: Friedrich II.

### Ark’sches Treppenhaus
Das 1844 konzipierte und von 1845 bis 1848 errichtete Treppenhaus an der Südfassade wurde von dem damaligen Stadtbaumeister Friedrich Heribert Josef Ark geplant. Neben dem vereinfachten Zugang zum Krönungssaal diente es der statischen Stabilisierung der Südfassade (zu diesem Zweck wurden auch die Arkadenvorbauten angefügt), an welcher bereits mehrfach Sicherungsmaßnahmen im Laufe der Jahrhunderte durchgeführt wurden.
Das Außenmauerwerk besteht aus Bruchsteinen, wohingegen Eckquader, Gesimse, Zinnenplatten, Fenstereinfassungen, Ecktürme sowie ein großer Erker aus Sandstein gefertigt wurden. Erker wie auch Ecktürme sind mit Schiefer gedeckt.

Im Jahr 2011 fanden umfangreiche Restaurierungsarbeiten statt. Hierbei wurde die westliche Eckfigur, welche Ritter Chorus zeigt, durch eine Replik ausgetauscht (das Original wurde dem Suermondt-Ludwig-Museum übergeben). Die östliche Eckfigur zeigt Johann von Punt und konnte im Rahmen der Arbeiten vor Ort restauriert und erhalten werden. Beide Figuren bestehen aus Savonnières-Kalkstein.

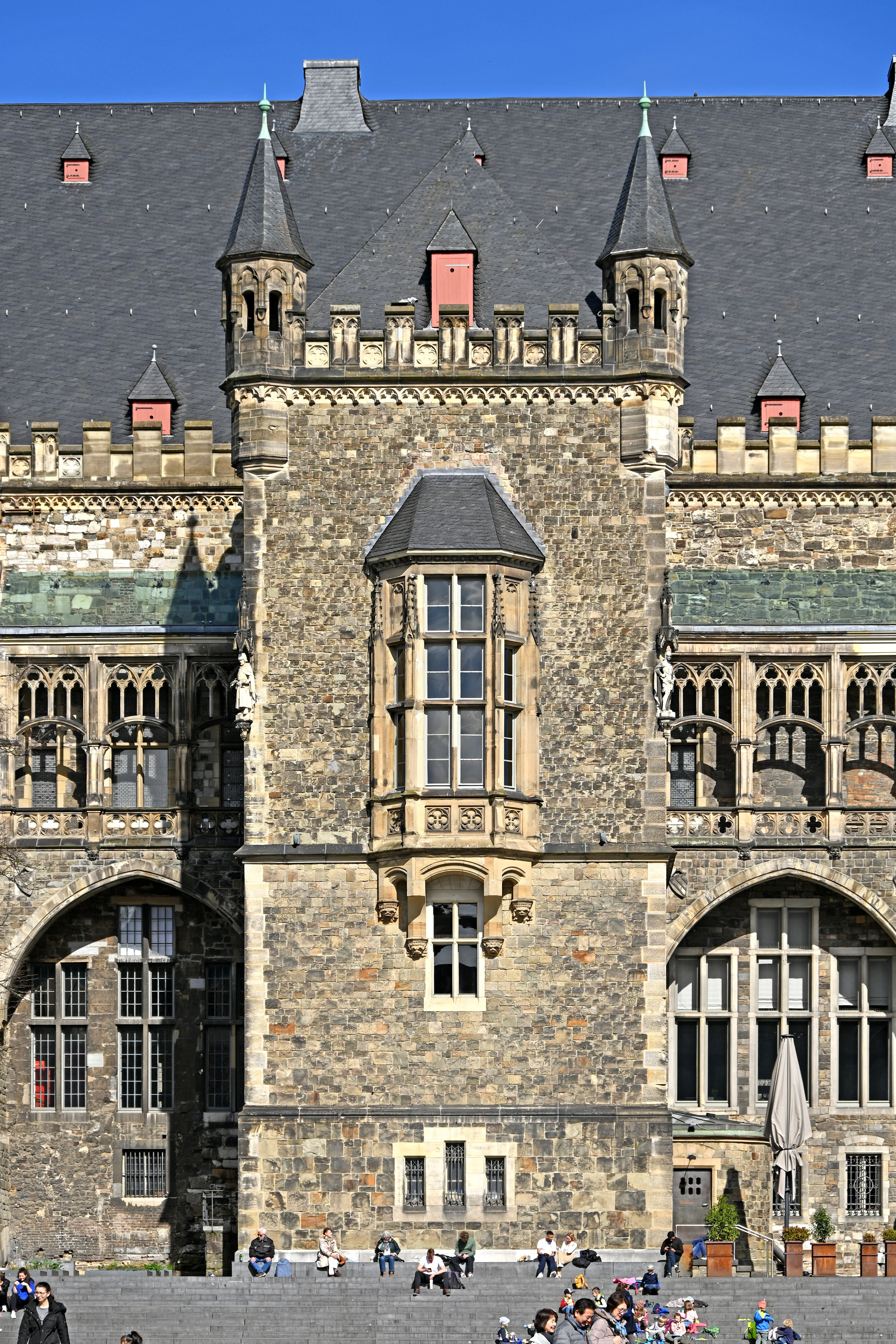
Das Treppenhaus von außen
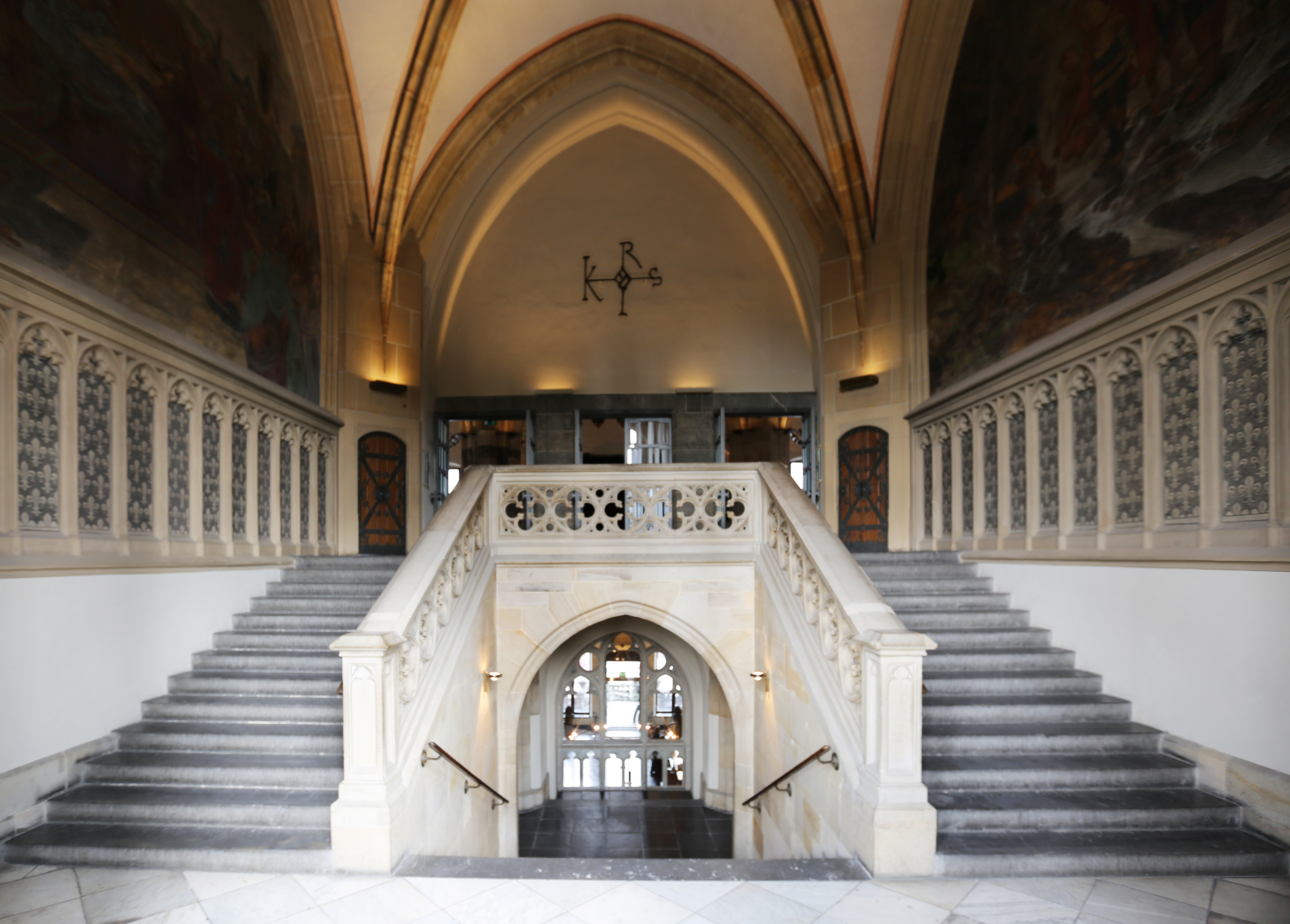
Innenansicht des Treppenhauses

## Aktuell
Nach wie vor ist das Rathaus Sitz des Oberbürgermeisters und des Rates. Jährlich wird im Krönungssaal des Rathauses der Internationale Karlspreis verliehen. Am 22. Januar 2019, dem 56. Jahrestag des Élysée-Vertrags, unterzeichneten Angela Merkel und Emmanuel Macron im Krönungssaal den Vertrag von Aachen.

### Karlspreis
Der nach Karl dem Großen benannte Preis, der jährlich im Rathaus an internationale Personen des öffentlichen Lebens verliehen wird, findet seit 1950 statt. Erster Preisträger war Richard Coudenhove-Kalergi. Organisiert und verliehen wird der Preis über die „Gesellschaft für die Verleihung des Internationalen Karlspreises zu Aachen e. V.“

### Museale Nutzung
Seit 2009 ist das Rathaus eine Station der Route Charlemagne. Im Rahmen dieses Projekts wurden die historischen Säle für Besucher geöffnet. Eine museale Ausstellung und der interaktive Guide Aixplorer erläutern die Geschichte und die Kunstwerke des Hauses und vermitteln einen Eindruck von den historischen Krönungsmählern. Zu den Kunstwerken zählen die Porträts von Kaiser Napoleon I. aus dem Jahr 1807 von Louis-André-Gabriel Bouchet und Kaiserin Joséphine von 1805, angefertigt von Robert Lefèvre.

#### Reichskleinodien

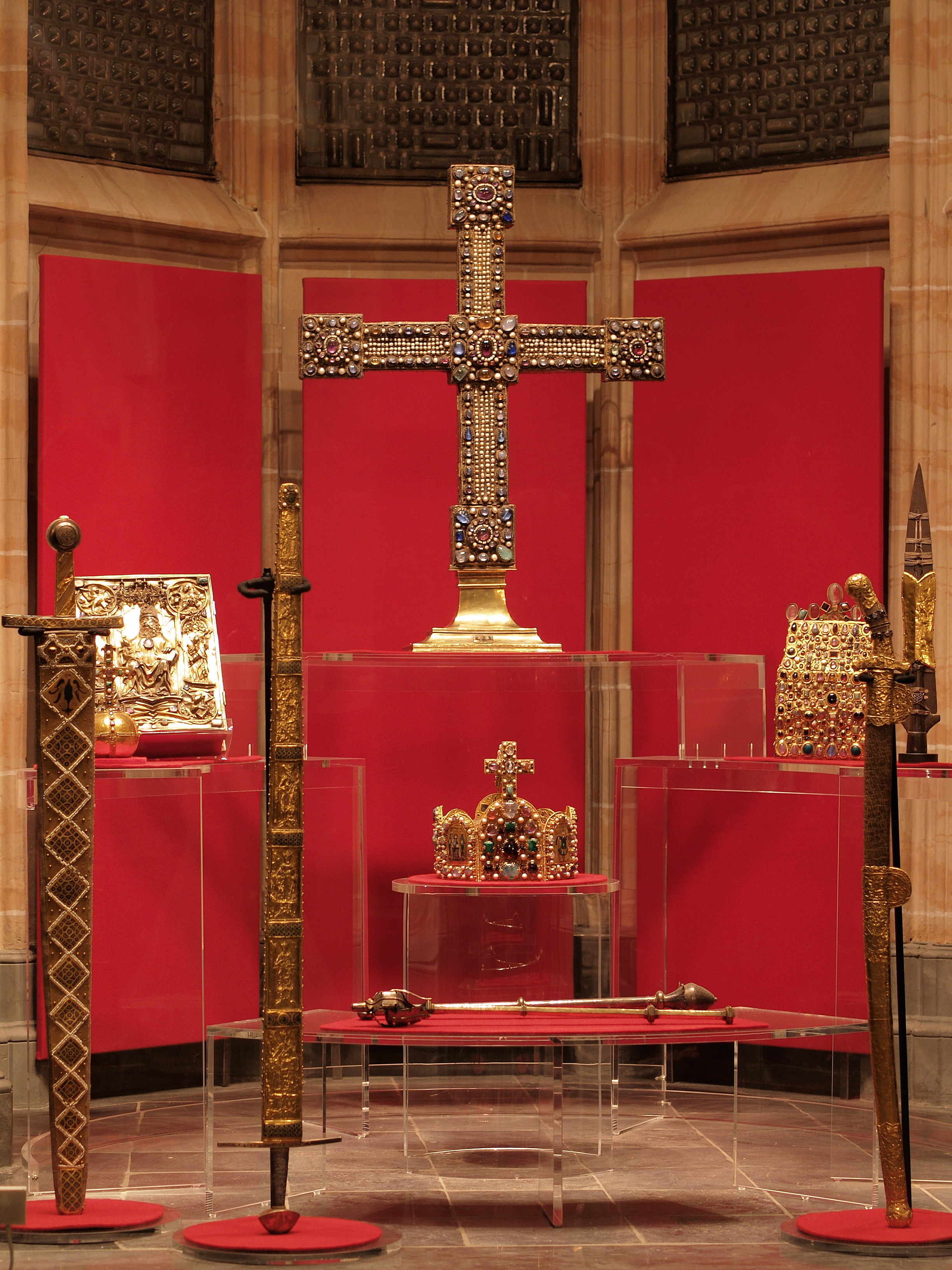
Reichskleinodien (Kopien)

Heute werden im Rathaus originalgetreue Kopien der Reichskleinodien aus der Wiener Weltlichen Schatzkammer ausgestellt, die um 1915 im Auftrag von Kaiser Wilhelm II. für eine Ausstellung hergestellt wurden.
Sie erinnern an die 31 Königskrönungen, die zwischen 813 und 1531 in Aachen stattfanden. Darunter befinden sich die Kopien des Reichsevangeliars – einer Handschrift aus der Zeit Karls des Großen –, der sogenannte Säbel Karls des Großen, die Reichskrone, der Reichsapfel und die heilige Lanze, die von dem Aachener Goldschmied Bernhard Witte, teilweise zusammen mit Paul Beumers, dem Sohn des Goldschmieds Conrad Anton Beumers, zwischen 1915 und 1920 angefertigt worden sind.

#### Karlsgarten
Der Freundeskreis Botanischer Garten Aachen pflegt als zweiten Karlsgarten in Aachen den Kräutergarten an der Südseite des Aachener Rathauses am Katschhof. Seit 1965 wird hier eine Auswahl der Pflanzen aus dem Capitulare de villis kultiviert.

## Denkmal
Der Eintrag im Denkmälerverzeichnis lautet:

„Ehem. Palastaula Karls des Großen, Markt
Grundmauern und Teile des Aufgehenden karolingisch (u. a. Granusturm), nach 1300 bis 1349 als Rathaus umgebaut, die barocken Umbauten und Veränderungen Johann Joseph Couven bis auf Teile der Innenausstattung (Ratssaal, Weißer Saal) entfernt, 1840–1881 das Rathaus nach Plänen von Friedrich Joseph Ark regotisiert, weitere Umbauten und Wiederherstellungen nach Brand 1883 bis 1901 und besonders nach schweren Kriegszerstörungen nach 1945;
2geschossiger Rathausbau über hohem Sockelgeschoß, mit neugotischen Fassaden, halbkreisförmiger Apsis (sog. Marktturm) und quadratischem Treppenturm (sog. Granusturm); im Reichssaal Fresken von A. Rethel; am neuen Anbau Wappenstein von 1723 vom Giebel des Korneliusbades“

Im Rahmen des Denkmalprojektes Wege gegen das Vergessen erinnert eine Bronzetafel am Rathaus an die politischen Wirren während der Zeit des Nationalsozialismus. Auf ihr ist eingraviert:

„Die Stadt Aachen bekennt sich zu Freiheit und Demokratie. Diese Werte wollen die Bürgerinnen und Bürger jetzt und in Zukunft bewahren.

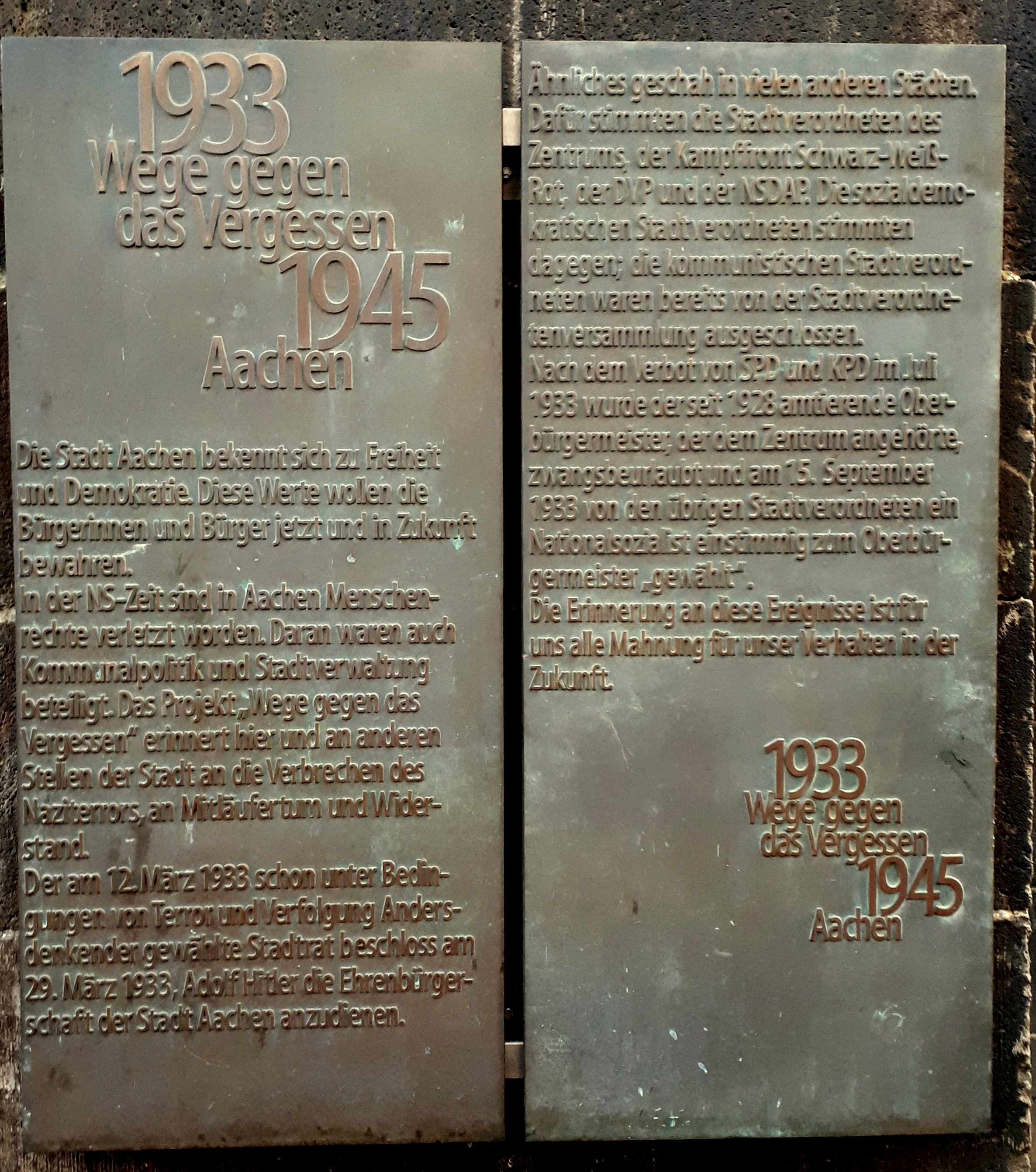
Gedenktafel Wege gegen das Vergessen

In der NS-Zeit sind in Aachen Menschenrechte verletzt worden. Daran waren auch Kommunalpolitik und Stadtverwaltung beteiligt. Das Projekt ‚Wege gegen das Vergessen‘ erinnert hier und an anderen Stellen der Stadt an die Verbrechen des Naziterrors, an Mitläufertum und Widerstand.
Der am 12. März 1933 schon unter Bedingungen von Terror und Verfolgung Andersdenkender gewählte Stadtrat beschloss am 29. März 1933, Adolf Hitler die Ehrenbürgerschaft der Stadt Aachen anzudienen.

Ähnliches geschah in vielen anderen Städten. Dafür stimmten die Stadtverordneten des Zentrums, der Kampffront Schwarz-Weiß-Rot, der DVP und der NSDAP. Die sozialdemokratischen Stadtverordneten stimmten dagegen; die kommunistischen Stadtverordneten waren bereits von der Stadtverordnetenversammlung ausgeschlossen.
Nach dem Verbot von SPD und KPD im Juli 1933 wurde der seit 1928 amtierende Oberbürgermeister, der dem Zentrum angehörte, zwangsbeurlaubt und am 15. September 1933 von den übrigen Stadtverordneten ein Nationalsozialist einstimmig zum Oberbürgermeister „gewählt“. Die Erinnerung an diese Ereignisse ist für uns alle Mahnung für unser Verhalten in der Zukunft.“

## Rezeption

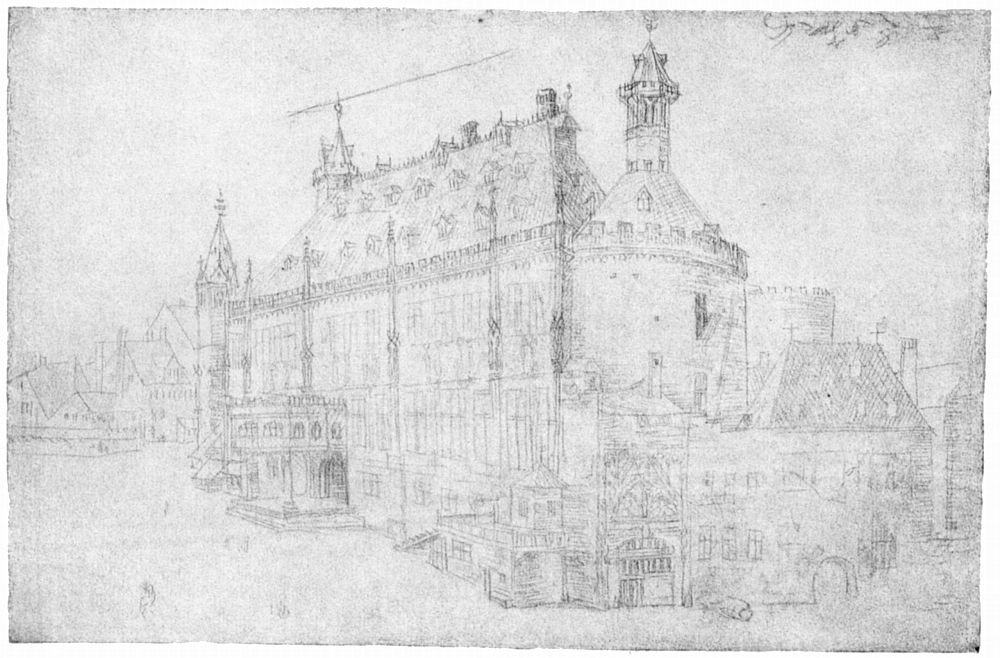
Aachener Rathaus, Zeichnung von Albrecht Dürer, 1520

Das Rathaus zu Aachen wurde mehrfach von bedeutenden Künstlern als Motiv verwendet, so auch in einer Zeichnung Albrecht Dürers aus dem Jahre 1520 – der wohl bekanntesten Rezeption des Bauwerks.